# Jacques Dussault
Pour les articles homonymes, voir Dussault.
Jacques Dussault, (né le 4 mai 1950 à Québec dans la province de Québec au Canada) est un éducateur et entraîneur de football canadien et de football américain.
Il a été entraîneur-chef de la Machine de Montréal dans la World League of American Football, entraîneur-chef adjoint avec les Alouettes de Montréal et entraîneur de la défensive chez les Concordes de Montréal de la Ligue canadienne de football ainsi qu'à plusieurs niveaux au Québec, au Canada, en France et aux États-Unis.

## Biographie

### Découverte du football et joueur-étudiant - (1955-1973)

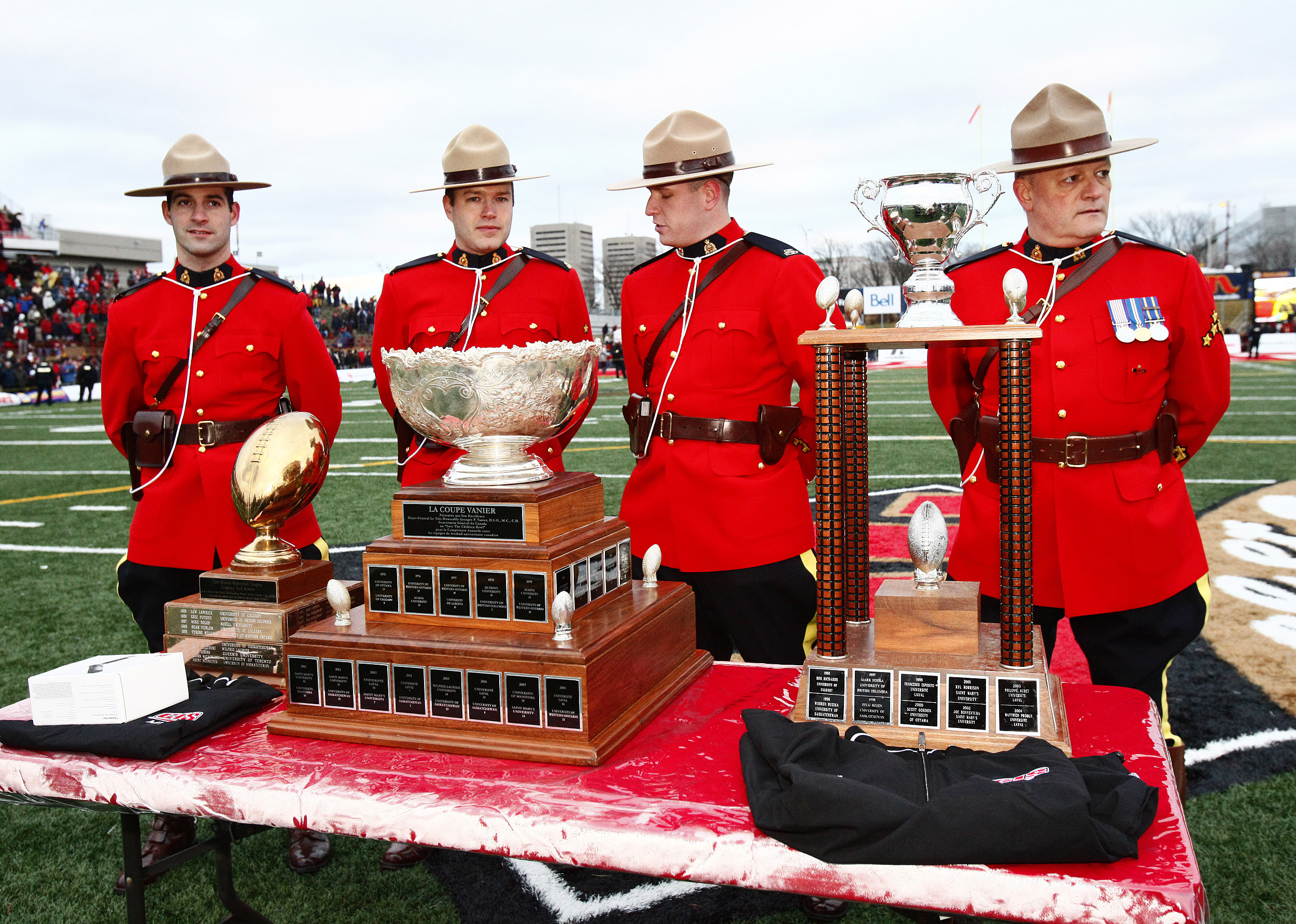
Jacquess Dussault est allé à la finale de 1973 pour tenter de remporter la Coupe Vanier

Jacques Dussault découvre le football à cinq ans en regardant une partie à la télévision entre les Redmen de l'Université McGill et les Varsity Blues  de l'Université de Toronto.
Il est estomaqué et il découvre sa passion d'une vie soit celle de vouloir jouer et entraîner au football. À 9 ans, il commence à jouer au football dans la ligue laïque de la paroisse Saint-Louis-de-France à Sainte-Foy dans la région de Québec. Son entraîneur est M. Bordeleau, un militaire de la Base de Sainte-Foy.
Durant ses études secondaires à Québec, il est porteur de ballons avec le Pavillon Montcalm. Dussault a mentionné que durant un match contre l'équipe du Québec High School, son équipe portait des gilets de hockey au lieu des gilets de football. Son équipe battra cette équipe 36-0. En vue de ses études collégiales, Dussault espère être admis au Collège de Rigaud. Sa motivation provient d’un texte qu’il a lu où le Collège de Rigaud avait battu le St.Lawrence College 73-10 en finale provinciale du Québec en football. N'ayant pas des notes lui permettant d'être admis, il est refusé. Il est accepté au Cégep de Sainte-Foy, mais Dussault quitte cet établissement en apprenant l’abandon de leur programme de football.
À 18 ans, il va étudier en droit au Cégep de Trois-Rivières. Il s’aligne avec l'équipe de football de ce collège, les Diablos. La première saison de cette équipe a lieu en 1969 et Dussault, qui est flanqueur, fait partie de l'équipe, mais ne sera pas utilisé. Durant les deux années suivantes, il évolue avec l’équipe et il devient secondeur en 1970 et 1971. Il remporte avec eux le Championnat provincial (maintenant connu sous le nom de Bol d'or) de 1970. De cette victoire, il est nommé sur l'équipe d'étoiles collégiale comme secondeur. Au niveau universitaire, il s'aligne en 1972 avec les Gee-Gees de l'Université d'Ottawa durant un an. Pendant cette année, il a comme coéquipiers les futurs joueurs professionnels Neil Lumsden et Dale Potter. Il remplace Potter lors d'une blessure à ce dernier durant la saison. Après cette année en Ontario, Dussault revient au Québec, en 1973, pour s'aligner avec les Redmen de l'Université McGill où il sera secondeur intérieur durant deux ans. Avec son équipe, il ira à la finale de la Coupe Vanier en 1973 contre les Huskies de Saint Mary's. Saint Mary's gagnera le match 14-6. Il décide, par la suite, de mettre un terme à sa carrière de joueur après avoir subi plusieurs blessures aux genoux, aux épaules et aux tendons d'achille.

### Études en Ohio et début de carrière d'entraineur - (1974-1980)

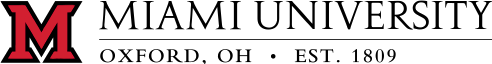
Miami University logo

Jacques Dussault est titulaire d'un baccalauréat en enseignement de l'éducation physique de l'Université McGill ainsi qu'une maîtrise en éducation (profil santé et éducation physique) de l'Université Miami en Ohio. Le sujet de son mémoire de maîtrise concernait les Lanceurs au baseball et leur faculté de terminer les matchs. Durant ses études en Ohio en 1976-1977, il assista à des cours donnés par les réputés entraîneurs Weeb Ewbank et Dick Crum.
Jacques Dussault a commencé sa carrière d'entraîneur dans des écoles de niveau secondaire à Sainte-Foy au Katimavik High School, et dans la région de Montréal au Napoleon Courtemanche High School en 1975 et 1976. En 1978 et 1979, Dussault a été le coordonnateur à la défensive de l'équipe de football des Patriotes de l'UQTR. L'équipe détient une fiche, pour la saison 1978, d'une victoire et de 5 défaites et pour la saison suivante, d'aucune victoire et de 6 défaites. Durant son séjour dans cette équipe, le promoteur de Boxe, Yvon Michel, était entraineur adjoint chez les Patriotes.

#### Great Danes de l'Université de l'État de New York à Albany- (1979-1980)

Albany Great Danes logo

Pour acquérir de l'expérience comme entraîneur, Jacques Dussault tente sa chance en envoyant son curriculum vitæ à une multitude d'universités aux États-Unis ayant un programme de football. Il reçut trois invitations provenant du Texas, du Kansas et de l'Université d'Albany. Au printemps de 1979, Dussault discute avec l'entraîneur Joe Galat des Alouettes de Montréal lors de leur camp d'entraînement à l'Université de Sherbrooke. Ayant découvert des points d'affinités avec Dussault, Galat le met en contact avec l'entraîneur-chef Bob Ford des Great Danes de l'Université d'Albany concernant un poste d'entraîneur dans son équipe. Devant 75 candidats convoitant le poste, Jacques Dussault devient entraîneur de la ligne défensive de cette équipe pour les saisons 1979 et 1980.
L'équipe évolue en Division III Independent de la NCAA de 1979 et obtient une fiche de 6 victoires et 3 défaites en saison régulière. En 1980, l'équipe obtient une fiche de 5 victoires et 5 défaites en saison régulière.

### Alouettes de Montréal et Concordes de Montréal - (1982-1986)
Grâce à son approche effectuée en 1979, lors du camp d'entraînement des Alouettes, Dussault réussi à ne pas se faire oublier de l'entraîneur des secondeurs de lignes et responsable des unités spéciales, Joe Galat. Ce dernier avait découvert des points en commun avec Dussault par leurs études entreprises à l'Université Miami de l'Ohio. Lors de la nomination de Galat comme entraineur-chef en 1982, il propose à Dussault un poste d'entraîneur dans son équipe. Allen, le président de l'équipe, n'est pas chaud à l'idée de vouloir engager Dussault, un jeune sans expérience du football professionnel, mais Galat défendit son choix et convainc Allen de l'engager. Le 11 mars 1982, Jacques Dussault est nommé entraîneur de la ligne défensive, des unités spéciales et de la musculation avec les Alouettes de Montréal par le président de l'équipe ainsi que du directeur-général Bob Geary. Il devient le premier Canadien français à devenir entraîneur d'une équipe professionnelle.

#### Saison 1982

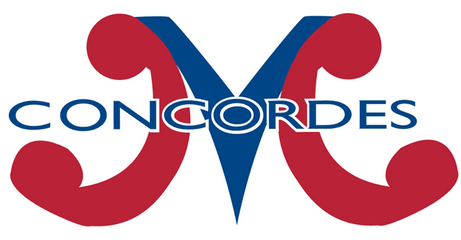
Dussault fut entraineur avec les Concordes de Montréal de 1982 à 1985

Après la faillite des Alouettes, une nouvelle équipe est incorporée le 14 mai 1982. Les nouveaux propriétaires doivent changer de nom pour des raisons légales. Les Alouettes deviennent les Concordes de Montréal. Un nouveau président est nommé, le légendaire Sam Etcheverry. Ce dernier reconduit le directeur général Bob Geary ainsi que l'équipe d'instructeurs, dont Dussault. Durant sa première saison, il entraîne des joueurs connus comme Glen Weir, Keith Gary, James Zachary, Eugene Belliveau.
Le 16 juillet 1982 a lieu le premier match de la saison régulière des Concordes au Stade olympique de Montréal. C'est la première fois qu'un entraîneur francophone, Dussault en l'occurrence, est en fonction lors d'un match régulier de la LCF. Le premier match des Concordes se conclut par une défaite de 36-0. Les Concordes perdent le deuxième match 13-16 au dernier jeu du match contre les Argonauts de Toronto. Bien des joueurs sont déçus, pleurent, Dussault frappe avec grande force son cartable de jeux et exprime ne pas avoir dormi la nuit suivante cette partie. Au quatrième match de la saison, les Concordes remportent leur première victoire 21-10 contre les Tiger-Cats de Hamilton. Keith Gary inspire l'équipe avec deux sacs contre le quart-arrière d'Hamilton. Au septième match, les Concordes perdent le match 31-30 en allouant 20 points au quatrième quart contre les Stampeders de Calgary. À la mi-septembre, l'allier défensif Doug Scott est nommé joueur de la semaine dans la LCF, un bel honneur pour Jacques Dussault. Pendant cette première campagne, les Concordes connaissent une fiche de 4 défaites en 4 matchs hors-concours ainsi qu'une fiche de deux victoires et 14 défaites en saison régulière. L'équipe de Montréal produit 267 points et en alloue 502 points pour une moyenne de 31.4 points par match. L'équipe termine en dernière position de la Division Est. De sa première saison, Dussault indique qu'il a eu l'appui du vétéran Glen Weir et qu'il a eu une relation peu orthodoxe avec des joueurs du même âge que lui. Il eut deux accrochages avec Keith Gary qui sera congédié par l'entraîneur-chef Joe Galat. Il a apprécié ses participations à des événements faisant la promotion du football ainsi que de l'aide aux joueurs et entraîneurs francophones.

#### Saison 1983
La deuxième saison de Jacques Dussault comme instructeur chez les Concordes débute en février 1983 avec la présentation des nouveaux entraîneurs de l'équipe. Wally Buono, nouveau joueur retraité, devient entraîneur des secondeurs. Chris Palmer devient entraîneur de la ligne offensive. Durant la saison, le président Sam Etcheverry est congédié pour cause de dissensions au sein de la direction. L'entraîneur Joe Galat ajoute la fonction de directeur général à ses fonctions. N'étant plus une recrue, il affirme plus d'assurance et s'occupe du programme de conditionnement physique entre les saisons. Dès le début du calendrier des matchs hors-concours, Dussault est satisfait des performances de Glen Weir, James Zachary. À la deuxième partie hors-concours, Dussault et les Concordes subissent une grosse perte avec la blessure de l'ailier défensif Doug Scott blessé sournoisement aux genoux par Johnny Shepperd des Tigers Cats de Hamilton. L'entraîneur, Joe Galat, dépose une plainte au commissaire de la LCF. Absent pour le reste de la saison, l'équipe doit se débrouiller avec des joueurs recrues. Au mois d'août, durant un entraînement, Jacques Dussault se fracture le nez en entrant en collision avec le coude du joueur Mark Hopkins. Après le septième match, les Concordes ont une fiche de seulement une victoire et de six défaites. L'unité défensive fait son travail, mais l'attaque échappe des gros jeux qui ne permettent pas à l'équipe d'avancer sur le terrain et de réaliser des performances. Glen Weir, James Zachery et Eugene Belliveau jouent du très bon football. Le 9 octobre 1983, à Regina en Saskatchewan, les Concordes infligent leur meilleure victoire de la saison contre les Rough Riders par la marque de 40-23. Durant ce match, Dussault, instructeur des unités spéciales décidé de "souhaiter" la bienvenue au nouveau botteur des Riders, Dave Badowich. À chaque occasion que ses joueurs de ses unités accomplissent des exploits méritants pour l'équipe, Dussault leur remet un t-shirt aux couleurs du Royal 22e Régiment. Cet entraîneur a surnommé ses unités "Vandoos", le même surnom que le Royal 22e Régiment. Ce surnom est la prononciation à l'anglaise du chiffre vingt-deux. Dans une défaite de 45 à 32 contre les Eskimos d'Edmonton, la défensive des Concordes accorde 555 verges par la passe pour établir un triste record d'équipe.En lien avec l'évènement du 9 octobre 1983, le 4 novembre, les Concordes et Jacques Dussault reçoivent la visite du Colonel Jacques Painchaud qui  remet des tuques aux couleurs des Vandoos aux membres des unités spéciales des Concordes dont Harry Skipper, William Hampton et Kurt Garl entre autres. Le Colonel profita de son passage pour exprimer un pep talk pour motiver les troupes de Jacques Dussault. Parmi les joueurs entraînés en 1983, il y a eu Greg Brown, Ron Cherkas, Phil Jones, Pete Lavorato, Terry Lehne, Harry Skipper, Harold Woods, Lyall Woznesensky, Preston Young. Gerry McGrath, Blake Nill joue sur la ligne défensive. Pendant cette deuxième campagne, les Concordes cumulent une fiche de 2 victoires et de 2 défaites en 4 parties hors-concours ainsi qu'une fiche d'une nulle, 5 victoires et 10 défaites en saison régulière.

#### Saison 1984
1984 représente la troisième saison des Concordes. Les défis sont toujours présents pour le dépistage de nouveaux joueurs ainsi que de retenir ceux qui sont le noyau fort de l'équipe. Un nouveau quart-arrière s'amène avec l'équipe Turner Gill pour relancer l'attaque. Kurt Gall, un des préférés de la foule ne revient pas et s'aligne maintenant pour les Rough Riders d'Ottawa. Durant le camp d'entraînement à Victoriaville, Paul Martin, un garde défensif provenant des Gamecocks de la Caroline du Sud demande à Jacques Dussault d'améliorer son anglais. Malgré ce commentaire les deux hommes ont de bons contacts durant le camp. Pour cette nouvelle saison, Dussault a établi clairement sa ligne défensive avec Eugène Belliveau, James Zachary et Doug Scott. Pour cette saison, les entraîneurs des Concordes sont Joe Galat comme entraîneur-chef, Jacques Dussault pour la ligne défensive, Wally Buono pour les secondeurs, Dave Ritchie pour les demis défensifs, Gary Durchik pour la ligne offensive et Tom Rossley pour les receveurs de passes et les demis. Parmi les joueurs entraînés en 1984, se trouvent Sandy Armstrong, Gerry Dattilio, Andre Francis, William Hampton, Vince Phason, Steve Raquet et Gerry McGrath. Cette campagne fut la dernière à Montréal de Gene Belliveau ainsi que la dernière en carrière pour Glen Weir.
Durant le premier match de la saison, les Concordes perdent 49 à 31 contre les Tiger-Cats d'Hamilton. Lors de la première demie 39 points sont alloués à Hamilton dont 25 au premier quart. Durant la saison, le demi défensif Harry Skipper réussit un exploit historique de la Ligue canadienne de football en étant nommé le joueur par excellence trois semaines consécutives. Pendant cette campagne, les Concordes connaissent une fiche de 3 victoires et de 1 défaite en 4 parties hors-concours ainsi qu'une fiche d'une nulle, 6 victoires, 10 défaites en saison régulière. La moyenne de points alloués par match est de 24.1. L'équipe s'améliore grandement pour le moins de points alloués pour l'ensemble de la saison en devenant la troisième meilleure équipe de ligue. À la fin de la saison, James Zachary est congédié par les Concordes. Avant le début des séries a lieu le gala des trophées pour les joueurs méritants de la dernière saison de la LCF. À cet événement est nommé 2 joueurs des Concordes, Nick Arakgi et Dwaine Wilson, remportent des trophées. L'équipe termine en avant-dernière position de la Division Est avec 13 points, à égalité avec les Tiger-Cats de Hamilton. Les Concordes participent à un premier match en séries éliminatoires en affrontant, à Hamilton, les Tigers-Cats en demi-finale de l'Est le 4 novembre 1984. Il s'agit du premier match en séries éliminatoires au niveau professionnel pour Jacques Dussault. Pendant ce match, les Concordes subissent 8 revirements, le quart-arrière partant Turner Gill se blesse à la fin du deuxième quart après un coup sournois du secondeur d' Hamlton, John Priestner. Dans cette partie défensive, Nick Arakgi a joue avec une côte fracturée gracieuseté du demi de sûreté Paul Bennett. Les Concordes perdent le match 11-17.

#### Saison 1985
En 1985, les Concordes tiennent leur quatrième camp d'entraînement à l'Université Concordia à Montréal. À la défense, l'unité de Jacques Dussault est composée de Paul Martin, James Zachary et Sandy Armstrong qui a délogé Eugene Belliveau. Ils accompagneront Doug Scott et Steve Raquet. Un jeune joueur, futur entraîneur universitaire et dans la LCF, se joint aux Concordes, il s'agit de Jacques Chapdelaine comme receveur de passes.
Pendant cette quatrième saison, les Concordes connaissent leur meilleure fiche avec 4 victoires en 4 matchs hors-concours ainsi que 8 victoires et 8 défaites en saison régulière. La moyenne de points alloués par match est de 20.75. L'équipe s'améliore grandement pour le moins de points alloués pour l'ensemble de la saison en devenant la quatrième meilleure équipe de ligue. Ils terminent en deuxième position dans la Division Est à égalité avec 16 points avec les Tiger-Cats de Hamilton. Les Concordes doivent terminer deuxièmes car Hamilton a alloué moins de points avec seulement 315. Parmi les joueurs entraînés en 1985, il y a, entre autres, eu Sandy Armstrong, Gerry Dattilio, Andre Francis, William Hampton, Vince Phason, Steve Raquet, Aaron Hill, Phil Jones, Rick Ryan, Doug Scott. C'est la dernière campagne professionnelle de Vince Phason et la dernière à Montréal de Harry Skipper et de Preston Young. C'est la première campagne à Montréal de Brett Williams. La saison débute bien avec une série de trois victoires consécutives et un record de 34 points marqués au premier match contre les Blue Bombers de Winnipeg dans une victoire de 34 à 18. La défensive de Jacques Dussault fait très bonne figure lors du troisième match de la saison dans une victoire de 21-12 contre les Roughriders de la Saskatchewan. Son unité n'accorde aucun touché. Les Concordes subissent deux défaites lors des matchs 4 et 5 contre Hamilton et Calgary. Pour les 4 matchs suivants, l'équipe de Montréal remporte 3 de ces 4 parties. Dussault et son unité défensive font encore du bon travail durant le match du 11 août contre les Stampeders de Calgary qu'ils remportent 29-6. Son unité ne permet que 7 verges à l'équipe de l'Alberta, un exploit qui n'avait pas été établi depuis le 3 septembre 1955. À la moitié de la saison, les Concordes ont une fiche de 5 victoires et 3 défaites. Dès le 10e match, Joe Galat et son équipe sont sur une pente descendante en perdant 5 matchs consécutifs. Dans 4 de ces matchs, Montréal produit moins que 7 points seulement par match. Le 21 octobre Joe Galat se congédie de son poste d'entraîneur et est remplacé par son adjoint, Gary Durchik. Après le changement d'entraîneur, l'équipe se ressaisit in extremis et remporte ses deux derniers matchs et se faufile dans les séries éliminatoires. Le 10 novembre 1985, Dussault et les Concordes participent à la demi-finale de l'est contre les Rough Riders d'Ottawa. Dussault et son équipe remportent leur première victoire en séries éliminatoires au niveau professionnel par la marque de 30 à 20 au Stade olympique de Montréal grâce à une belle performance du quart-arrière des Concordes, Joe Barnes. Malheureusement, ils perdront la finale de l'est contre les Tiger-Cats d'Hamilton par la marque de 50 à 26. Le match de la Coupe Grey a lieu à Montréal et malgré l'absence des Concordes à la finale, 55 000 spectateurs seront présents pour voir les Lions de la Colombie-Britannique remporter la coupe.

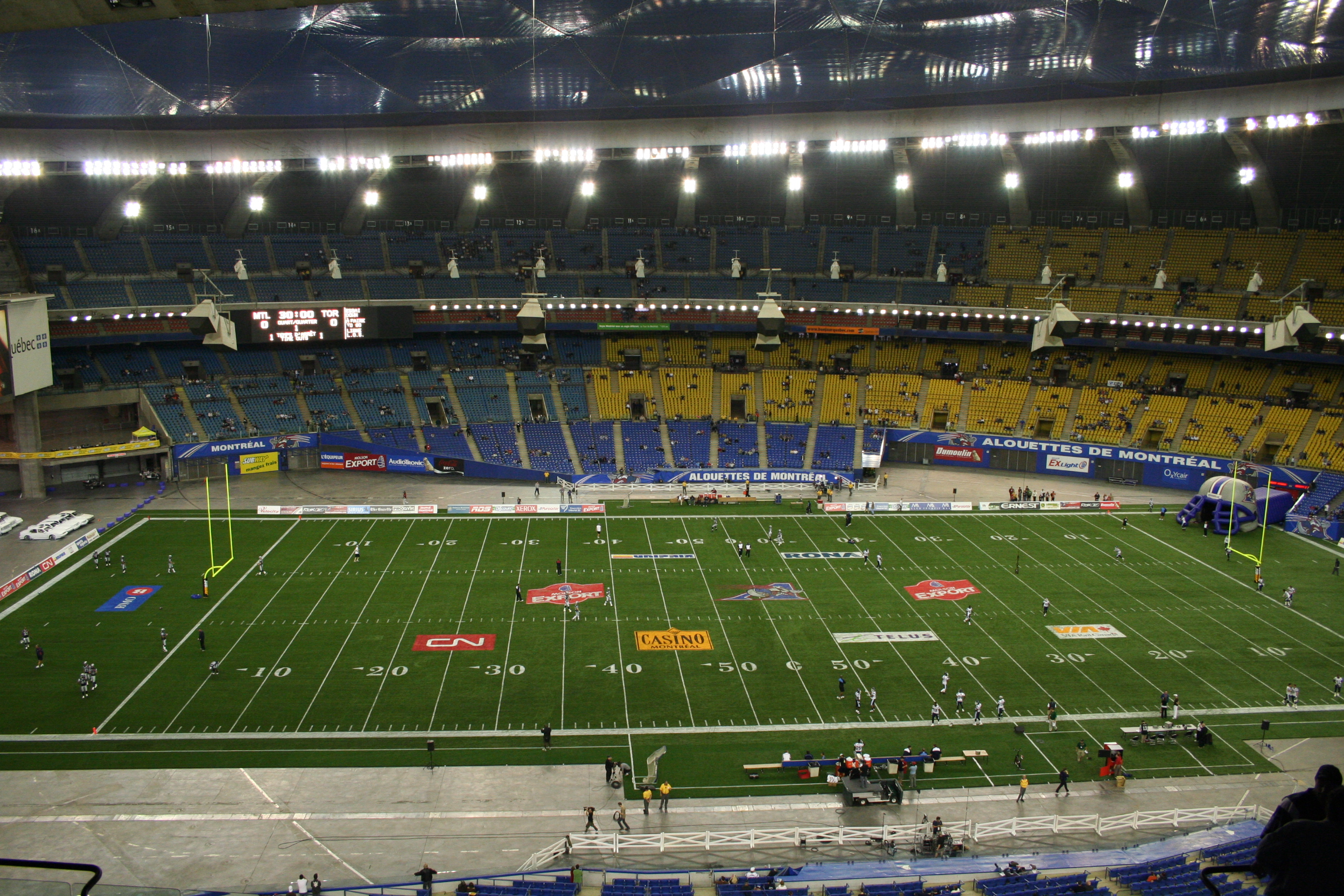
Jacques Dussault a été entraineur lors de nombreuses parties de football au Stade Olympique de Montréal

#### 1986
Vers le 10 février 1986, Jacques Dussault signe un contrat d'un an avec les Concordes de Montréal. Il avait refusé les premières offres de Joe Galat. Il avait demandé une augmentation de salaire, qu'il aura, en considération de tout le travail qu'il effectue pour la défensive de l'équipe qui s'est améliorée en quatre saisons ainsi que sa participation à plusieurs activités promotionnelles et dans les médias francophones pour le compte des Concordes. Au début mars, les obligations légales sont libérées et les propriétaires de l'équipe de Montréal peuvent utiliser le nom Alouettes au lieu de Concordes pour leur équipe et tenter de revitaliser le marché du football canadien dans la métropole du Québec.
Le vendredi 28 mars 1986, le Vendredi saint, Joe Galat congédie l'entraîneur des receveurs, Chuck McMann et Jacques Dussault. Sur ce changement, Dussault sur le choc mentionne : "Le dernier gars à s'être fait crucifier un Vendredi-Saint est revenu au bout de trois jours. Moi au moins, je ne suis pas mort.". En août 1986, Dussault a des problèmes à se faire payer les montants du pour son contrat d'un an signé en février. Une entente intervient entre les deux parties et il aura son plein salaire de la part de l'équipe.
Son congédiement provoqua un tollé dans les médias francophones montréalais et québécois sur la place de Dussault mérite avec l'équipe des Alouettes. Les gens veulent qu'il soit avec l'équipe selon ses compétences et non seulement pour la représentation francophone dans l'équipe à majorité anglophone des Alouettes de Montréal. En prévision de la saison 1987, Dussault décide de continuer d’offrir ses services à l'équipe de Montréal en leur envoyant une lettre à l'automne 1986. Une pétition est mise en branle par Marc Santerre, entraîneur des Spartiates du Cégep du Vieux Montréal et ex-collègue de Dussault. L'objectif des 300 000 noms est de permettre à Dussault de devenir entraîneur-chef ou adjoint chez les Alouettes pour la saison 1987,. Malgré cette tentative, Dussault ne sera pas nommé entraîneur pour les Alouettes pour la saison mort-née de 1987 par le nouvel entraîneur des Alouettes, Joe Faragalli. Il nommera cinq adjoints dont son fils Mike Faragalli.

### France, Montréal et Universités - (1985-1990)
Au printemps 1985, Dussault est invité par la Fédération française de football américain à préparer la sélection de leur équipe qui affronte une équipe de deuxième division de la NCAA. Le 2 avril 1985, Dussault est allé diriger durant une courte période les Anges Bleus de Paris.

#### Spartiates duCégep du Vieux Montréal- (1986) et Alouettes de Montréal - (1987)
Après son congédiement par les Alouettes, Dussault donne de son temps comme coordonnateur de la défensive et des unités spéciales chez les Spartiates du Cégep du Vieux Montréal. Il travaille en compagnie du nouvel entraîneur de cette équipe, Marc Santerre ainsi que de Paul Gohier, André Dion, Sylvain Lemaire et Marc Loranger. À son premier match de la saison, les Spartiates remportent leur première victoire au niveau collégial AAA par un gain de 26-22 contre le Collège John Abbott. L'équipe évoluait jusqu'en 1982 dans le niveau AA et avait remporté le Bol d'Or. Depuis 1982, les Spartiates n'avait pas remporté un seul match en trois saisons complètes au niveau supérieur. La fiche de l'équipe pour cette saison est de 3 victoires, 4 défaites et une nulle en 8 matchs. Grâce à l'équipe d'entraîneurs, les Spatiates participent à un premier match éliminatoire en niveau AAA en affrontant le quart-arrière Chris Flynn et les Cougars de Lennoxville, le 8 novembre 1986. Les Spartiates se débrouillent bien, mais perdent le match 24-21. De cette saison, Guy Messervier, porteur de balons, obtiendra le titre de recrue par excellence au niveau du football collégial québécois. Dussault ne demeura qu'une saison avec cette équipe.
Le 2 mars 1987, Jacques Dussault retourne dans le giron des Alouettes de Montréal en devenant conseiller technique ainsi que responsable des relations de l'équipe avec le football amateur. Son responsable dans la nouvelle équipe des Alouettes est Normand Legault. Dussault est content de demeurer à Montréal et d'être impliqué dans le football amateur. Un jour avant le début de la saison, le 24 juin 1987, les Alouettes annonce la fin de leurs opérations et la disparition du football professionnel à Montréal.

#### Axemen de l'Université Acadia- (1987-1988) et Anges Bleus de Paris - (1988)
Jacques Dussault a été coordonnateur défensif des Axemen de l'Université Acadia de 1987 à 1988 en Nouvelle-Écosse,.
En 1988, il s'est fait offert un emploi à temps plein par cette équipe.
En mars 1988, Jacques Dussault accepte d'aller entraîner l'équipe des Anges bleus de Paris évoluant en football américain en France. Cette équipe évolue en première division de la Ligue de football française. Durant son passage à Paris, il amène cette équipe en finale nationale, après une saison parfaite de 12 victoires en 12 matchs. Pendant son passage comme entraineur de cette équipe, Dussault a vécu bien des situations particulières. Pendant un match de la saison régulière, Dussault voulait des explications de la part des arbitres durant la mi-temps. Ne trouvant pas les arbitres sur le terrain, il les retrouvera à boire du vin dans un bistro près du terrain. Durant la finale, un botté de placement réussi entre les deux poteaux a été refusé par les arbitres placées trop près des poteaux et n'ayant pas un angle de vision adéquat. Par cette décision, l'équipe de Dussault perd le match du Championnat de France de football américain, intitulé, à ce moment, Casque d'or 7-0.

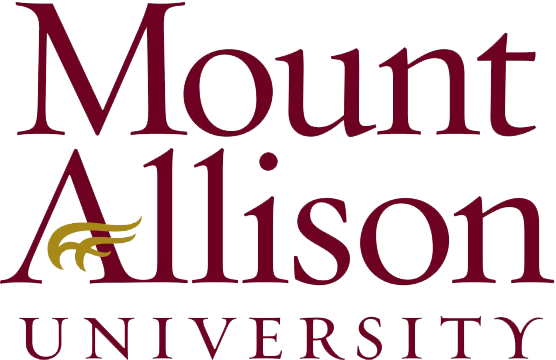
Dussault a été l'entraineur des Mounties de l'Université Mount Allison

#### Mounties de Mount Allison - (1989-1990)
Le 17 mai 1989, Jacques Dussault est nommé entraîneur-chef des Mounties de l'Université Mount Allison au Nouveau-Brunswick. Il sera avec cette équipe jusqu'en 1990. Durant ses premiers matchs avec cette équipe, il débute avec une fiche d'aucune victoire et de 4 défaites. Ayant plusieurs jeunes joueurs recrues, ayant peu d'expérience du football universitaire et ayant peu de technique. Pour cette première saison, il aura à ses côtés deux joueurs québécois et obtiendra une fiche d'aucune victoire et de 7 défaites. Pour la saison 1990, Dussault propose à son ancien collègue chez les Spartiates du Vieux Montréal, Marc Loranger, de venir le rejoindre à Mount Allison pour devenir coordonnateur à la défensive dans son équipe. En janvier 1990, Loranger accepte. Dans son équipe, il y a maintenant 7 québécois, une progression de 5 joueurs comparativement à la précédente saison.
Le 13 octobre 1990, Dussault et ses Mounties battent les Axemen d'Acadia, son ancienne équipe, 30-11. Dussault a battu son ancien patron du temps des Redmen de Mcgill, Sonny Wolfe. Durant la saison, son collègue Marc Loranger réussit l'exploit de contrer le quart-arrière Chris Flynn et son équipe des Huskies de St.Mary's. Il réussit à ne pas laisser faire, à Flynn, un touché durant un match. Un exploit rare. À leurs cinq premiers matchs, les Mounties ont une fiche de 4 victoires et une défaite. Dussault réussit à ajouter son équipe au classement des 10 meilleures équipes au Canada présenté à chaque semaine durant la saison de football universitaire canadien. Comme quart-arrière, il utilise un joueur de 17 ans sorti de l'école secondaire, Sean Hickey.
En 1991, Dussault n'est plus à la barre de cette équipe mais son ancien collègue Marc Loranger prend la relève. Il mene son équipe à la finale de la Coupe Vanier avec la majorité des joueurs recrutés par l'équipe d'entraineur dont faisait partie Jacques Dussault les années précédentes. L'équipe a maintenant plus de 13 joueurs québécois dans leur alignement.

### Machine de Montréal - World League of American Football - (1991-1992)
En 1989, le commissaire de la Ligue nationale de football, Paul Tagliabue, amène le projet d'une ligue de développement printanière de football américain administrée par sa ligue et qui serait mondiale. La ligue sera connue sous le nom de World League of American Football. Le 26 avril 1990, dans une conférence de presse donnée à Montréal en présence du maire de Montréal, Jean Doré, Pierre Bibeau de la Régie des installations olympiques ainsi que de Tex Schramm, Directeur de la WLAF confirme la venue d'une concession de cette ligue dans la métropole québécoise. Le 20 décembre 1990, la première mention de Jacques Dussault comme possible entraineur de l'équipe de Montréal apparait. Quelque temps auparavant, il est allé à Dallas, s'entretenir avec Jerry Vanisi, vice-président pour le football de la Ligue mondiale. Dussault est intéressé par le poste même s'il doit quitter ses élèves de l'Université Mount Allison.

Logo de la Machine de Montréal

#### Saison 1991
Le 15 janvier 1991, une conférence de presse est tenue pour officialiser la nomination de Gordon Cahill, originaire de Gaspé , comme Directeur-gérant de la Machine de Montréal. Jacques Dussault est aussi nommé  entraineur-chef de l'équipe. Face au défi qui l'attend Jacques Dussault exprime son idée : «Ce que je ressens, c'est tout le contraire de la nervosité. Ce serait plutôt comme une grande joie. J'aime le football, j'aime l'enseigner et j'aime en apprendre un peu plus chaque jour; j'aime préparer une équipe; j'aime l'ambiance qu'il y a à l'intérieur d'une équipe; j'aime faire sortir tout le talent de mes joueurs... Avoir l'opportunité de faire ce travail-là ici, à Montréal, j'y ai souvent rêvé...». L'équipe d'entraineurs-adjoints comprend Joe Faragalli comme coordonnateur à l'attaque et responsable des quarts-arrières, Paul Pawlack, sera responsable des porteurs de ballon et des receveurs de passes, Jack Salavantis, s'occupera de la ligne offensive, Hank Hugues, assistera Dussault à la défensive et dirigera plus particulièrement les secondeurs et les demis. Don Sutherin agira comme responsable de l'unité défensive. En vue du camp d'entrainement de l'équipe, le quart-arrière québécois, Chris Flynn, a décidé de tenter sa chance avec l'équipe. Flynn a été nommé meilleur joueur universitaire au Canada de 1988 à 1990 et évoluait avec les Huskies de St.Mary's. Sur les reproches de plusieurs que Flynn n'aurait pas un bras pour lancer dans les ligues majeures, Dussault a cette réponse : «Ils peuvent penser ce qu'ils veulent. Moi, je sais que nous allons utiliser un ballon plus petit, que nous allons jouer sur un terrain plus petit et que les qualités de Chris nous conviennent parfaitement.».
Le 22 mars 1991, la Machine dispute le premier match de son histoire contre le Fire de Birmingham en Alabama. L'équipe de Jacques Dussault remporte ce match historique 20-5 grâce à son unité défensive ainsi que par le porteur de ballon Elroy Harris. Point négatif, l'indiscipline et les pénalités trop nombreuses, dont deux fois pour rudesse, ont failli couler la Machine. Face à ce premier match, Dussault a commenté ceci : «C'est un match qui s'est déroulé par vagues. J'aurais préféré plus de constance, particulièrement à l'attaque, mais dans les circonstances, je suis bien content. Bien, bien content...». La partie est particulière pour Dussault car il affronte Chan Gailey, un ex-entraineur dans la LNF ayant participé à plusieurs Super Bowl et la partie se déroule au stade Legion Field, un stade légendaire dans le sud des États-Unis. De plus, à la mi-temps de la partie, un spectacle du légendaire Jerry Lee Lewis a lieu au centre du terrain. Le premier match à Montréal a lieu le 1er avril 1991 contre les Dragons de Barcelone. Une controverse survient avant cette partie historique. Après chaque match, les équipes doivent faire parvenir un film détaillé à leurs futurs rivaux. Ce qu'ont fait les responsables de la Machine, ce qu'ont omis de faire ceux des Dragons. Les cérémonies d'ouverture mettent en relief l'esprit olympique des villes de Montréal et de Barcelone par un hommage aux olympiens Nadia Comăneci, Gaétan Boucher et aux espoirs pour le Canada aux Jeux olympiques d'été de 1992. La Machine perd ce match 31-10. L'équipe de Jacques Dussault prend les devants 3-0 sur un botté de Bjorn Nittmo suivi d'un plongeon de Broderick Sargent pour amener l'équipe à une avance de 10-0. Par la suite, les Dragons ont effectué trois touchés de suite. Selon Dussault : " À certain moments, chacune de nos unités s'est mise à mal jouer. Et puis tout le monde en même temps...". Dans la chronique hebdomadaire de Jacques Dussault, publié dans le journal La Presse, il mentionne que l'absence de films des Dragons a considérablement perturbé leur plan de match mais qu'ils sont perdus contre une grande équipe qui était meilleur que La Machine pour cette semaine-là.
Le troisième match de la Machine a lieu au Stade Olympique. L'équipe de Jacques Dussault remporte la partie 23-10 contre le Fire de Birmingham grâce, notamment, au jeu d'Elroy Harris. Le quatrième match a lieu au Stade Olympique contre le Fire de Birmingham où l'équipe de Montréal se fait lessivé au compte de 44-0. À la mi-temps, le compte est de 34-0 pour l'équipe de l'Alabama. Fait à noter, les dirigeants de la Machine décident de ne pas faire jouer les hymnes nationaux face à la réaction contre l'hymne national canadien au premier match à domicile. Le 17 avril, deux joueurs talentueux de la Machine sont congédiés soit l'ailier rapproché Keith Jennings et le demi Elroy Harris. Sur cette décision, Dussault explique que les joueurs individuellement ne peuvent pas être plus important que leurs coéquipiers et les entraineurs de la Machine trouvaient que ces joueurs se trouvaient des raisons pour ne rien faire avec les membres de cette équipe. Harris avait déjà été libéré à deux reprises par d'autres équipes pour des motifs non-sportif. Avant la première partie de la Machine en Europe qui a lieu le 20 avril 1991 contre les Monarchs de Londres au Stade Wembley, une première crise secoue l'équipe. L'équipe d'entraineurs passa à un cheveu de démissionner en bloc en solidarité avec la personne concernée. L'origine du problème survient d'un malentendu survenu entre le président de l'équipe Roger Doré et le directeur-général de la Machine, Gordon Cahill. Doré a accusé Cahill et Jacques Dussault d'avoir pris une décision injustifiée lors du congédiement d'Elroy Harris. Doré aurait promptement exprimé qu'il mettait en doute leur jugement. Selon l'évènement, Cahill aurait remis sa démission et Jacques Dussault et les adjoints de ce dernier auraient affirmé leur intention de le suivre si Cahill serait démis de son poste. Roger Doré explique qu'un manque de communication et un manque de connaissance de sa part sur certaines facettes de la composition d'une équipe de football auraient causé le malentendu. Après de vives discussions, le tout est de nouveau entrer dans l'ordre avec les aveux de Doré sur ses torts dans cette histoire : "Le métier de président d'une équipe de football, ça s'apprend". Pour cette partie, Dussault choisit Michael Proctor comme quart-arrière partant en remplacement de Kevin Sweeney. La Machine perd ce match 45-7. Après ce match Dussault décide de s'occuper de l'attaque à la place de Joe Farragalli qui est rediriger vers les hauteurs des stades pour transmettre ses recommandations. Dussault, depuis le début de la saison s'occupait prioritairement de la ligne défensive et des unités spéciales a délaisser les unités défensives pour remettre cet aspect à Gary Hughes. Face aux unites spéciales, ells ont été l’élément dominant de l’équipe depuis le début de la saison. Dussault n’en est pas peu fier. “J’ai appris avec Joe Galat. Ensuite, il m’a laisse en charge. En quatre ans, avec le Concorde, mes unités spéciales n’ont pas concédé un seul touché. Pas un“.
La troisième victoire de la Machine survient au septième match de la saison contre le Surge à Sacremento au compte de 26-23. À cinq secondes de la fin du temps supplémentaire, le botteur Bjorn Nittmo a réussi un court placement. La Machine remporte le match du 13 mai 1991 par la marque de 15 à 6 contre les SkyHawks de Raleigh-Durham. Par ce gain, la Machine rejoint les Knights de New York au premier rang de la Division Est de l'Amérique du Nord. Le 19 mai, la Machine perde 27-10 contre les Riders de San Antonio. Le quart-arrière Mike Johnson de San Antonio a complété 12 de ses 24 passes. Dans son billet publié le 25 mai 1991 dans le journal La Presse, Jacques Dussault exprime l'ambiance dans son équipe et dans la ligue. Il explique qu'il a congédié trois joueurs dont un pour améliorer l'équipe et les deux autres pour assainir l'atmosphère dans le vestiaire. Face à son avenir dans l'équipe, il laisse la question en suspens : « Si je vais être là la saison prochaine pour le vérifier, ça, c'est une autre question... Les dirigeants de la ligue m'ont souvent laissé savoir qu'ils étaient très satisfaits de mon travail et de ma façon de travailler mais il va falloir régler certains autres problèmes avant que je décide de revenir ou d'aller poursuivre ma carrière ailleurs ». Espérant toujours faire les séries malgré une fiche de 4 victoires et 5 défaites, l'espoir se termine le 25 mai au soir avec la victoire de 38-9 des Knights de New York-New Jersey contre les Riders de San Antonio éliminant les chances de la Machine d'être du rendez-vous printanier. L'équipe de Jacques Dussault s'incline 33-27, en prolongation, contre le Thunder d'Orlando. Dans un match électrisant, l'équipe est revenu de l'arrière au quatrième quart pour aller en prolongation. Avec une avance de 20-9 pour le Thunder, la Machine revient dans le match avec un touché de Steve Fumi et une transformation de Darryl Harris. Le pointage est 20-17 pour Orlando avec 3 minutes et 30 secondes à faire au match. Avec moins de deux minutes à faire, un touché de Darryl Harris et la Machine prend les devants 24-20. Malgré cela, l'équipe s'incline en prolongation. La première saison de la Machine de Montréal se termine.

#### Saison 1992
L'entre saison avant la deuxième saison amène plusieurs changements avec de nouveaux adjoints dans l'équipe. Le 28 janvier 1992, Chet Fanklin est annoncé comme le nouveau Directeur-gérant de la Machine. Franklin parait bien disposé à travailler avec Dussault même si celui ne compte pas un grand bagage d'expériences selon ses propos.
Le 29 juillet 1992, Jacques Dussault est congédié par la Ligue mondiale sous recommandation du directeur général de la Machine de Montréal, Chet Franklin.

### Université McGill, Équipe du Québec, Saint-Léonard et Europe - (1992-1996)
Dussault a été entraîneur des receveurs de passes et de la ligne défensive avec les Redmen de l'Université McGill. La fiche de l'équipe pour cette saison est de 3 victoires et 4 défaites en 7 matchs pour le troisième rang de la Conférence Ontario-Québec au football universitaire Canadien. Au match de la demi-finale de la Conférence, McGill perd le match 24-21 contre les Gaels de l'Université Queen's.
En 1993, Dussault dirige au niveau moustique l'équipe où évoluait son fils François Dussault et enseigne le football à l'Université de Montréal.

#### Équipe du Québec des moins de 19 ans - (1993-1994) et Cougars de Saint-Léonard - (1994-1995)
Jacques Dussault a été nommé le 6 janvier 1993 entraîneur-chef de l'Équipe Québec du championnat canadien de football amateur. Les joueurs membres de cette équipe font partie du programme d'excellence de Football-Québec. Le camp du premier tournoi a débuté le 24 juin 1993 avec 80 jeunes. Avant le début du camp d’entraînement, Dussault et son équipe de 10 adjoints a tenu cinq camps d'évaluation où 425 jeunes âgées de 17 à 19 ans ont été évalués. 80 d'entre eux ont reçu une invitation au camp d’entraînement, 60 demeureront dans l'équipe.Parmi les adjoints de Dussault, il y a l'ancien joueur des Alouettes Glen Keable, ainsi que Danny Maciocia. Après la fin du camp, la position de quart-arrière revient à Mike Watson. Le premier tournoi a débuté le 7 juillet et s'est tenu à Calgary au Stade McMahon et regroupait des équipes de l'Alberta, du Manitoba, de la Colombie-Britannique et du Québec. Le premier match a lieu le 8 juillet et l'équipe du Québec écrase l'équipe du Manitoba 54-7. Lors du deuxième match, l'équipe du Québec remporte la victoire 40-14 sur l'équipe de l'Alberta. En finale, l'équipe de Jacques Dussault remporte les grands honneurs, 38-32, contre l'équipe de la Colombie-Britannique. De ce match, deux représentants de l'équipe du Québec méritent des honneurs individuels : Réal Bouchard comme meilleur offensif et Christian Côté comme meilleur joueur défensif. Parmi les joueurs ayant joués dans cette équipe, il y a Jean-Philippe Darche qui évoluera dans la LNF, Réal Bouchard, Richard Gaboton, Benoit Goyette, Christian Côté, Gaddy-Charles Kavanaght, Stéphane Fortin, Richard Mercier, David de la Perralie. Grâce à ces nombreuses victoires contre des clubs de l'Ouest Canadien, Dussault a permis de diminuer les préjugés concernant la connaissance du football par les Canadiens francophones de la part des Américains et des Canadiens anglais. Il a été entraîneur durant quatre années, dès la première édition en 1993.

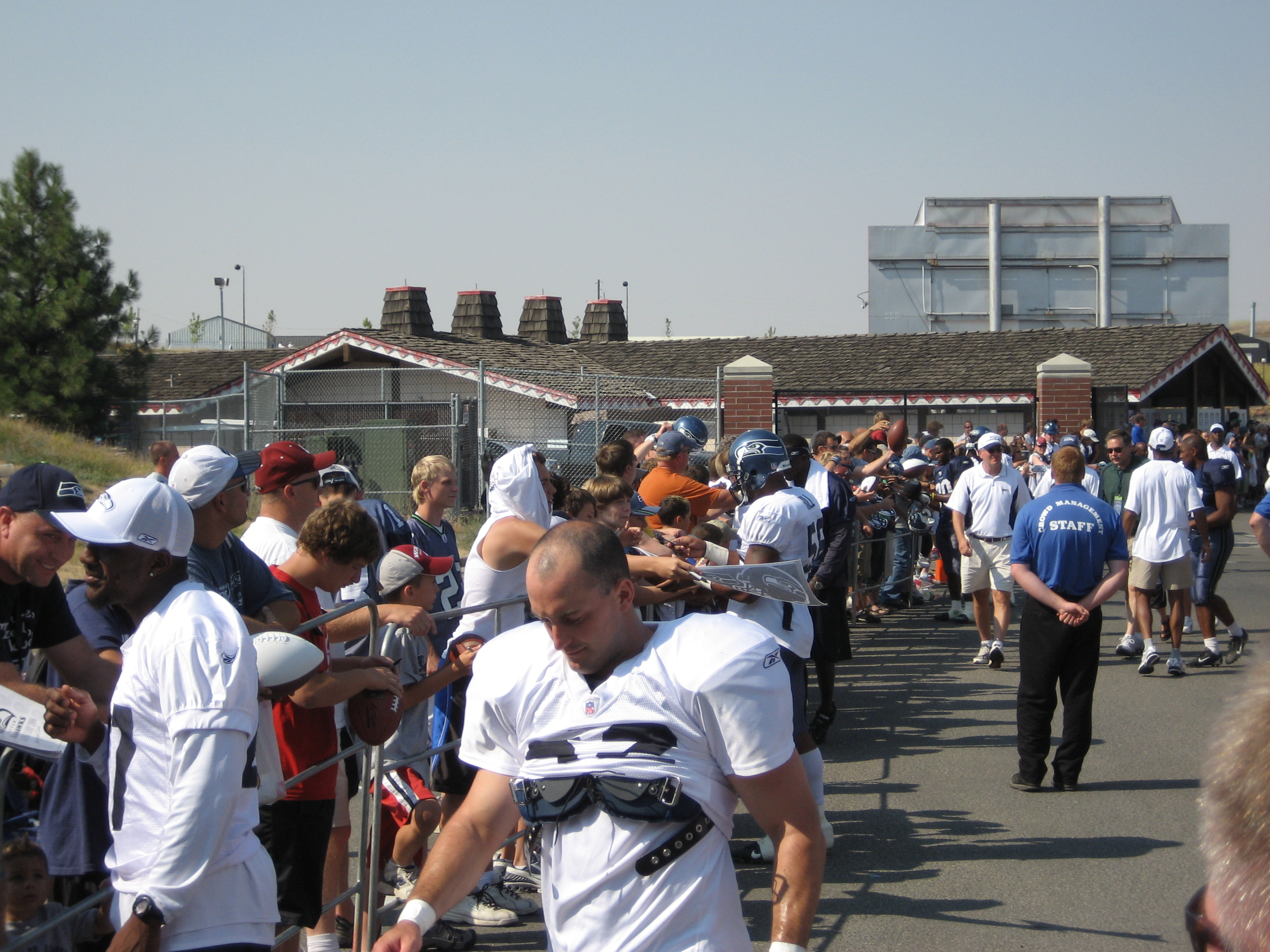
Jean-Philippe Darche qui évolua avec les Seahawks de Seattle dans la NFL fit partie de l'équipe de Jacques Dussault

Pour la deuxième édition de ce tournoi, Dussault revient comme entraineur de cette équipe. Parmi ses adjoints, il y a Danny Maciocia comme coordinateur offensif ainsi que Carl Brennan. Lors de la deuxième édition, l'équipe du Québec remporte son premier match contre l'équipe du Nouveau-Brunswick 32-21 ainsi que son deuxième contre une équipe de l'Est de l'Ontario par la marque de 37-8. En février 1995, Dussault remet sa démission comme entraîneur de cette équipe selon des raisons personnelles. Tony Addona le remplace au titre d'entraineur-chef. Addona a été avec l'équipe pour la première édition en 1993 comme coordonnateur offensif. Durant son passage avec cette formation, il eut comme adjoint Glen Constantin et il a entraîné le quart-arrière Mathieu Bertrand qui a permis au Rouge et Or de l'Université Laval de remporter la Coupe Vanier en 1999.
- Cougars de Saint-Léonard

Dussaut a été le coordonnateur défensif chez les Cougars de Saint-Léonard. une équipe junior dans la ville de Montréal. Grâce à son apport et à celle de tous les entraineurs de l'équipe, cette équipe s'est rendue en finale canadienne contre les Rams de Regina. L'équipe a perdu ce match 52-6 contre cette puissance de l'Ouest canadien. Face au constat de la défaite, Dussault mentionne : « Si on avait pas si bien joué le score aurait été 100 à 0 ». En 1995, Dussault est toujours coordonnateur défensif pour cette équipe. L’entraîneur de cette équipe est Danny Maciocia. L'équipe perd la demi-finale de la conférence de football de l'Ontario contre les Sooners d'Ottawa par la compte de 22-8.

#### Galaxy de Francfort - (1995) et Iron Mask de Cannes - (1996)
Jacques Dussault a été instructeur des porteurs de ballons du Galaxy de Francfort dans la World League of American football durant le camp d'entrainement du printemps 1995.
Le 9 octobre 1995, Dussault est nommé entraineur des Iron Mask de Cannes cette équipe. Il a été l'entraîneur-chef de cette équipe française de football américain de première division en 1996. Il a mené l'équipe à une fiche de 5 victoires et 5 défaites pour la deuxième position du Poule A derrière les Argonautes de Aix. Son équipe perdra le match de demi-finales 35-28 contre les Mousquetaires de Plessis Danny Maciocia qui était entraineur-chef des Cougars de Saint-Léonard a suivi Jacques Dussault à Cannes durant le mandat de ce dernier.

### Rumeurs, Candidatures non-sélectionnées - (1993-1996)
À la fin de 1993, des rumeurs émanent desquelles que Jacques Dussault aurait été pressenti pour être l'entraineur du Phénix du Collège André-Grasset pour la saison 1994. Durant cette même année, il aurait été approché par les dirigeants des Spartiates du Cégep du Vieux Montréal de son intérêt de diriger cette équipe pour l'année 1994 face à la réflexion sur son avenir de leur entraineur Marc Santerre. Finalement, Dussault n'ira pas à ces deux établissements car il préfère conserver son poste avec l'Équipe du Québec des 19 ans et moins.

#### Rouge et Or de l'Université Laval
Dussault a toujours été considéré comme un candidat pour le poste d'entraineur de l'équipe de football Rouge et Or de l'Université Laval même avant le début du projet en 1993.Il a été un des trois candidats au poste de premier entraineur de l'équipe avec Jacques Chapdelaine et Mike Labadie. De plus Mike Labadie, l'instigateur du projet d'équipe de football universitaire à l'Université Laval voyait Jacques Dussault comme entraineur de cette future équipe en novembre 1993. Jacques Dussault a donné son appui au projet de Mike Labadie en novembre 1993 car il trouve important que les joueurs de football francophones québécois puissent aussi avoir leur chance de pouvoir jouer au football dans une université francophone au Québec. Il a participé à l'élaboration du projet d'équipe en 1994. Au début de 1995, il a été annoncé que l'Université Laval allait avoir son équipe de football, le Rouge et Or, pour la saison 1996. La saison 1995 sera une saison hors-concours pour roder l'équipe et se prépare à tous le niveaux. Jacques Dussault et Mike Labadie sont les principaux candidats pour le poste d'entraineur-chef</ref>. Il a participé à l'élaboration du projet d'équipe en 1994. Le 8 février 1995, Mike Chapdelaine, instigateur du projet est nommé premier entraineur de la nouvelle équipe. Selon bien des éléments, les candidatures de Jacques Dussault, Jacques Chapdelaine de l'Université McGill, Marc Santerre du Cégep du Vieux Montréal et Larry Legault de Aix-en-Provence n'auraient reçu aucun accusé de réception.
Après la saison 1996, Mike Labadie démissionne de son poste d'entraineur-chef. Six candidats ont été interrogés par le comité de sélection de l'équipe de football du Rouge et Or de l'Université Laval. Les Candidats sont Glenn Constantin, Jacques Dussault, Jacques Chapdelaine, Larry Legault, Marc Santerre et Gaétant Létourneau. Le 6 novembre, le comité de sélection sélectionne Jacques Chapdelaine comme nouvel entraineur de l'équipe. Chapdelaine était le coordonnateur offensif des Gaiters de l'Université Bishop's depuis 1993. Face à cette décision, Dussault accepte difficilement la situation car il n'aurait pas été contacté par le comité de sélection pour lui informé qui n'était pas le candidat choisi. Face à ce constat, il exprime ceci : «Je veux remercier RDS d'avoir réussi à chambarder mon horaire de vol, et je souhaite bonne chance à Jacques Chapdelaine et Glen Constantin, mais habituellement, dans le milieu du football, on rappelle les candidats pour les informer de la décision. Surtout quand c'est l'équipe qui vous approche. Mais je pardonne aux gens de l'Université Laval. Ils ne connaissent pas beaucoup le football. Une institution qui véhicule l'éducation et le savoir-vivre devrait avoir la décence de rappeler tous les candidats.» Selon le directeur des Sports du Rouge et Or, Gilles D'Ambroise, Dussault avait une belle candidature mais il croit que Chapdelaine qui est dans le monde universitaire peut apporter un meilleur encadrement académique aux joueurs. Selon lui, Chapdelaine accorde plus d'importance à cet aspect que les autres candidatures. Offusqué par cette réponse, Dussault réplique : «C'est une excuse totalement ridicule, réplique Dussault. En deux ans avec l'Université Mount Allison, aucun de mes joueurs n'a échoué ses cours. Et pourtant, j'ai emmené avec moi des gars qui ne parlaient même pas anglais. Y a-t-il un autre candidat qui détient une maîtrise en Éducation comme moi? Il me semble que ce n'est pas un mauvais diplôme à avoir pour un éducateur. Non, nul n'est prophète en son pays...».

### Alouettes de Montréal - (1997-1999)
Dussault était intéressé à un retour chez les Alouettes dès le retour de l'équipe en 1996 mais il a attendu une offre intéressante. Il refusa, pour des raisons familiales, une première offre, en 1996. Cette offre concernant un poste d'adjoint et de responsable des unités spéciales. Dussault revient chez les Alouettes en 1997. Il est en lice pour prendre la place de l'entraîneur démissionnaire, Bob Price, mais le 2 avril 1997,il devient entraîneur de la ligne défensive et des unités spéciales aux côtés du nouvel entraîneur, David Ritchie.

#### Saison 1997
72 joueurs sont invités au camp d'entrainement et sont évalués par l'équipe d'entraîneurs constitués de David Price, de Jacques Dussault, du coordonnateur à l'offensive Charlie Taafe, du coordonnateur à la défensive Gene Gaines ainsi que Don Wnek, Rod Rust, Scott Spurgeon, Danny Maciocia. Parmi les joueurs entrainés et ayant évolué avec l'équipe durant cette saison, il y a Hency Charles, Jock Climie, Bruno Heppell, Denis Montana, Michael Soles, Steve Charbonneau, Mike Sutherland, Tracy Ham (en), Tom Europe, Mike Pringle, Bryan Chiu, Swift Burch, Douglas Craft, Anthony Drawhorn, Tom Hipsz, Torey Hunter, Harold Nash, Elfrid Payton (en), Doug Petersen, Irvin Smith, Mark Washington, Spencer McLennan. Du 9 août au 21 septembre 1997, les Alouettes remportent 7 victoires consécutives, un record d'équipe. Avec cette fiche victorieuse, les Alouettes atteignent le premier rang de la Division Est. Lors du match du 12 septembre contre les Blue Bombers de Winnipeg, le demi défensif, Tom Europe, intercepte le ballon dans sa zone de buts avec seulement une minute à jouer à la partie et permet aux Alouettes de remporter le match 29-28. Il s'agit de la sixième victoire consécutive de l'équipe de Montréal. La fiche des Alouettes pour cette saison sera de 13 victoires et de 5 défaites. Ils termineront au deuxième rang de la Division Est à 4 points des Argonauts de Toronto.
Le destin précaire des Alouettes se décida lors du match de la demi-finale de l'est du 2 novembre 1997. Les Alouettes sont obligées d'aller jouer ailleurs car le groupe rock U2 a déjà réservé le Stade Olympique pour la présentation d'un spectacle. Ayant peu d'endroits à Montréal pouvant accueillir des milliers de spectateurs, l'organisation de l'équipe décide d'aller jouer dans leur ancien stade datant des années 1970, le Stade Percival-Molson présent à l'Université McGill. La magie opère et les partisans adore ce lieu en plein air près du centre-ville pour assister à une partie de football. Les Alouettes remportent le match 45 à 35 contre les Lions de la Colombie-Britannique devant 16 257 spectateurs, la meilleure foule de la saison. En finale de l'est, les Alouettes affrontent les Argonauts de Toronto dans la Ville-Reine. L'équipe de Jacques Dussault perd le match 37-30. Du côté des honneurs individuels, Jock Climie remporte le trophée Lew-Heyman.

#### Saison 1998
Pour la saison 1998, les Alouettes déménagement leurs pénates au Stade Percival-Molson de l'Université McGill. Parmi les joueurs entraînés et ayant évolué avec l'équipe durant cette saison, il y a Pierre Vercheval, Anthony Calvillo, Ben Cahoon, Scott Flory, Thomas Haskins, André Bolduc.Jacques Dussault est satisfait de l'ajout de joueurs d'expériences comme Mac Cody et Eddie Brown pour étirer les défenses et permettre des ouvertures pour Mike Pringle. Dans ses responsabilités, Dussault a la ligne défensive, mais s'est vu attribuer les unités spéciales. Au premier match de la saison de 1998 qui se tient à Winnipeg, les Alouettes effectuent une remontée de 14 à 0 pour remporter le match 27 à 24 contre les Blue Bombers. Le 16 juillet, au troisième match de la saison, Anthony Calvillo joue sa première partie avec les Alouettes dans une victoire de 29 à 26 aux dépens des Stampeders à Calgary. Lors du match du 25 septembre contre Winnipeg, Mike Pringle bat un record de la ligue avec plus de 100 verges pour un neuvième match de suite. Au dernier match de la saison, le 1er novembre, le botteur Terry Baker réussit les 22 points des Alouettes par sept placements et un simple. Avec 203, il est le meilleur pointeur de la ligue. Il s'agissait de son deuxième match de la saison où il réalise cet exploit. Une controverse survient durant la semaine suivant ce match. Jack Todd journaliste au journal The Gazette à Montréal, insinue que la défaite du match du 25 septembre aurait été causer par Jacques Dussault et qu'il aurait été engagé seulement que pour des raisons de marketing. Avec leur deuxième position de la Division Est, les Alouettes affrontent les Argonauts de Toronto en demi-finale de l'est à domicile. Les Zoizeaux remportent le match 41-28. La défensive de Jacques Dussault a été dominante pour ce match. En finale de l'est, les Alouettes affrontent les Tiger-Cats de Hamilton à l'étranger. L'équipe de Jacques Dussault perdent le match 22-20 à la toute fin sur un placement de 54 verges. Du côté des honneurs individuels, Uzooma Okeke remporte le trophée Léo-Dandurand et Mike Pringle remporte le trophée Terry-Evanshen.
Le 24 novembre 1998, Dave Ritchie, l'entraîneur des Alouettes est remplacé par Charlie Taafe, le coordonnateur à l'attaque de l'équipe. Dans les candidatures pour le poste d'entraîneur-chef y figure Jacques Dussault, Rod Rust et M. Taafe. Selon le Président de l'équipe, Larry Smith, Taafe a plus d'expériences comme entraîneur-chef d'une équipe pour expliquer son choix au lieu de Dussault. Face à cette autre occasion manquée de devenir entraîneur-chef de l'équipe, Dussault a cette réaction : "Comprenez-moi bien: Charlie est un bon gars et je suis content pour lui. Mais si on m'avait choisi, n'est-ce pas qu'au lieu de vous parler au téléphone dans le moment, je serais en train de faire la tournée de tous les talk-shows et émissions de tribunes téléphoniques? J'ose imaginer qu'il y aurait eu un engouement hors de l'ordinaire au Québec! Je ne vois pas Charlie à la télé dans le moment...". Après une période de réflexion, le 4 décembre 1998, les Alouettes informent que Jacques Dussault a signé un nouveau contrat de deux ans avec l'équipe. Avec ce nouveau contrat, Dussault obtient une plus grande part de responsabilités en devenant entraîneur adjoint à Charlie Taafe. Il conserve ses responsabilités d'entraîneur de la ligne défensive et responsable des unités spéciales. À une question récurrente posée par des journalistes depuis des années indiquant que Dussault serait seulement en poste comme francophone de service par les Alouettes. Cette question est mentionnée à nouveau lors de sa conférence de presse de sa nomination , Dussault leur répond : "Je suis condamné, jusqu'à ma mort, à répondre à ce genre de question, s'est d'abord dit Dussault. J'aime gagner ma vie chez nous au Québec. Mais parce que je ne suis pas nommé entraîneur-chef, plusieurs pensent que c'est parce que, justement, je suis francophone. Un véritable cercle vicieux! J'ai songé à changer de nom et j'ai travaillé sur un p'tit accent quelconque que j'aurais pu me donner. Dans les deux cas, j'en ai été incapable! D'ailleurs, si je m'étais attardé à tout ça avant, je ne serais pas ici, devant vous, aujourd'hui...".

#### Saison 1999
L'entraîneur adjoint Jacques Dussault fait très bonne figure lors du premier match de la saison le 10 juillet 1999 contre les Argonauts de Toronto. L'équipe remporte le match 15 à 12 et son unité défensive s'offre sept sacs du quart et trois revirements. L'entraîneur Charlie Taaffe mentionne qu'il s'agit de la plus belle prestation en défensive par une équipe de football en vingt-sept années en carrière. Cette même unité défensive fait encore très bonne figure lors de la deuxième partie en réussissant cinq interceptions lors d'une victoire de 22 à 16 contre les Tiger-Cats de Hamilton. Durant ce match, le demi défensif Barron Miles réussit deux interceptions dont une qu'il ramène sur 40 verges pour un touché. Lors du troisième match, l'équipe de Jacques Dussault et de M. Taaffe remporte le match 30 à 18 contre les Blue Bombers de Winnipeg et l'ancien entraîneur de l'équipe Dave Ritchie. Elfrid Payton réussit dans ce match cinq sacs du quart durant un seul match, un record d'équipe. Le 6 août 1999, à Edmonton, les Alouettes met fin à une disette de 22 ans sans victoire dans la capitale de l'Alberta lors d'un gain de 20 à 13 où les deux équipes s'échangent les devants à plusieurs reprises. Lors de la semaine suivante, Uzooma Okeke et Terry Baker sont nommés les meilleurs joueurs de la semaine. Pendant le match du 27 août contre les Argonauts de Toronto, Barron Miles réussit le deuxième plus long retour d'interception de l'histoire de l'équipe avec une course de 101 verges se terminant sur un touché. Le lendemain du match du 12 septembre, Barron Miles est nommé joueur défensif de la semaine pour une troisième fois. Le 30 octobre, les Alouettes remportent leur premier championnat de division depuis 1979.
L'équipe se retrouve, pour une deuxième année consécutive, à affronter les Tiger-Cats de Hamilton pour la finale de l'Est. Les Alouettes se défendent bien durant le match, malgré plusieurs erreurs et pénalités sur plusieurs jeux, prenant ainsi les devants 18 à 10 au début du troisième quart grâce à une placement de 49 verges de Terry Baker. Une mauvaise nouvelle survient pendant ce quart quand le quart-arrière Tracy Ham (en) se blesse au dos et doit quitter le terrain. Anthony Calvillo prend la relève, mais ne parvient pas à trouver son rythme. Hamilton revient dans le match, 6 minutes plus tard, avec un touché de Williams et une transformation de deux points produite par Armason pour égaliser le pointage 18 à 18. Au début du quatrième quart, le botteur Paul Osbalditon fait un placement bon pour trois points permettant au Tiger-Cats de reprendre les devants 21-18. Les Alouettes n'ont pas dit leur dernier mot et ils reviennent dans le match avec un touché par October et une transformation de Baker pour reprend les devants 25 à 21. 5 minutes plus tard, à 9:21, un simple de Terry Baker permet à son équipe de mener 26 à 21. Encore une fois, à moins de deux minutes de la fin du match, les Tiger-Cats reviennent dans le match grâce au quart-arrière Danny McManus. Avec un troisième essai et une verge à franchir, il décide de faire une passe de 27 verges à son secondeur Joe Hagins lui permettant d'avancer sur le terrain et de se rapprocher de la zone des buts. Trois jeux plus tard, Ronald Williams fait un touché d'une verge et Hamilton reprend les devants 27-26 et remporte le match. Pour une quatrième année consécutive, les Alouettes perdent la Finale de l'Est. Pour la saison 1999, les Alouettes ont une fiche de 12 victoires et 6 défaites en 18 matchs pour prendre le premier rang de la Division Est à deux points des Tiger-Cats de Hamilton. Parmi la saison, l'équipe a une fiche de 5 victoires consécutives lors de matchs à l'étranger.

### Alouettes de Montréal - (2000) et Voltigeurs de l'École secondaire Bourget - (1999-2001)
En mars 2000, Jacques Dussault démissionne de son poste d'entraîneur des Alouettes pour des raisons familiales bien qu'il lui restait une année à son contrat avec l'équipe. Il veut se concentrer sur son poste d'analyste de football de la LNF et des Alouettes à RDS. Face à cette décision, les journalistes lui demandent les raisons. Il répond clairement à cette question : "C'est sûr qu'il y a eu de petites frictions avec l'entraîneur Charlie Taaffe, comme il y en a dans toutes les entreprises. Mais ma décision n'a rien à voir avec ça; je veux maintenant m'occuper de mes deux gars, c'est tout. Je ne pense plus au métier d'entraîneur pour le moment, mais comme on dit, coach un jour, coach toujours...". Après sa démission en 2000, il devient ambassadeur de l'équipe lors d'événements spéciaux.
Dussault a été entraineur de différentes unités à l'École secondaire Bourget. Il a été présent à cette école durant le passage de ses fils dans l'équipe de football

### Carabins de l'Université de Montréal - (2002-2005)
Le 30 octobre 2001, le recteur de l'Université de Montréal, Robert Lacroix, annonce le retour des Carabins pour la saison 2002 dans la Conférence Québec de la Ligue interuniversitaire canadienne. Durant cette conférence de presse, Jacques Dussault est annoncé qu'il sera l'entraineur-chef et qu'il a signé une entente d'une durée de 5 ans. Dussault amène dans son équipe Maddy Lacroix. Il était le coordonnateur défensif chez les Condors du Cégep Beauce-Appalaches. Lacroix, coordonnera la défensive des Carabins. Pour accepter le poste, Dussault ne souhaite pas que l'équipe débute avec une saison préparatoire avant de faire une saison régulière officiel.
Le 6 décembre 2001, Jacques Dussault annonce la nomination de Danny Maciocia comme assistant-entraineur de l'équipe.

Le 19 février 2002, un revirement survient pour Dussault. Son ami Danny Maciocia quitte les Carabins pour se joindre aux Eskimos d'Edmonton comme entraineur-chef. Pour le remplacer, André Bolduc est embauché, celui qui vient de prendre sa retraite comme joueur professionnel avec les Alouettes de Montréal. En mars 2002, Dussault présente les membres de son équipe d'entraineurs. Outre Lacroix et Bolduc, on y présente Francisco Mendes, Théodore A. Karabatsos, Patrice Denis qui sera l'adjoint de Lacroix, Harry Laflamme, Spiro Feradouros, Denis Boisclair s'occupe des botteurs. Les Carabins est la première équipe au Québec à avoir un entraineur spécialisée pour les botteurs. Jean-Vincent Posy-Audette est coordonnateur des unités spéciales. Pierre-Marie Toussaint s'occupe de la préparation physique ainsi que Étienne Vanslette, adjoint à l'entraineur des secondeurs et des unités spéciales. Il était avec le Rouge et or l'an dernier comme joueur. Du côté des joueurs, Jean-Nicholas Gervais devient le premier joueur membre des Carabins. Il était un secondeur extérieur avec les Spartiates du Cégep du Vieux Montréal. 

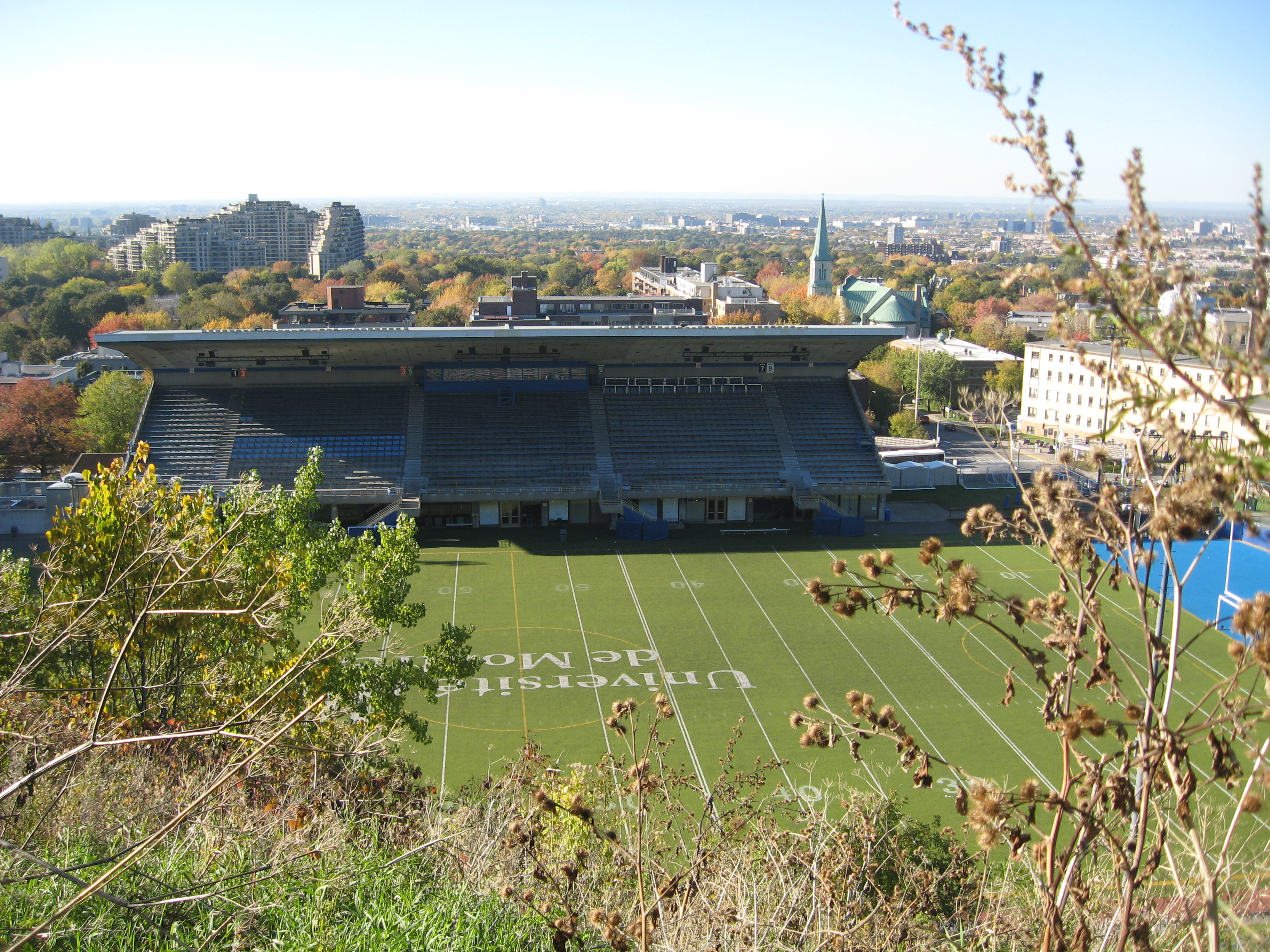
Stade des Carabins de l'Université de Montréal au CEPSUM

#### Saison 2002
Le 15 août 2002 débute le premier camp d'entrainement des Carabins. Le camp a débuté à minuit de la première journée du camp pour occuper symboliquement les terrains du CEPSUM. À la veille du match inaugural le 28 août 2002, 30 des 42 joueurs choisis n'ont pas d'expérience du football universitaire. L'équipe n'a eu que deux semaines de camp d'entrainement et de sélection ainsi qu'aucune partie hors-concours. Face à ce défi de construction d'un programme de football pour une université, Jacques Dussault mentionne : "Peut-être le plus gros de ma carrière. Ici je suis avant tout un éducateur. Je vais devoir laisser mon orgueil d'entraineur de côté. Bien des évènements surviennent en cette journée de veille de match, l'équipe reçoit in extremis les chandails des joueurs qui ont dû être interceptés par un employé de l'Université de Montréal à Lachine, près de Montréal, le vestiaire est enfin livrée et la galerie de presse est réaménagée et non disponible. Parmi les joueurs entrainés durant cette saison, il y a Félix Marois-Blanchet, fils de Claude Blanchet et de Pauline Marois, future première ministre du Québec. Le 28 août 2002, Les Carabins reviennent dans le monde du football universitaire québécois en affrontant les Stingers de l'Université Concordia à domicile. Devant une salle comble de 5100 personnes au CEPSUM, le match débute par une altercation musclée entre Ousmane Koly, numéro 40 linebacker français, recruté un mois plus tôt, de TVCC (Texas) et l'unité de kick off des Stingers sur laquelle s'illustraient régulièrement les frères Donovan. Finalement, l'équipe de Jacques Dussault perd honorablement ce match 46-17. En avance 15-11 au troisième quart, les Stingers en profitent pour marquer leur troisième touché de la partie. Pour les Carabins, le quart-arrière partant est Dave McKinnon, un ancien quart-arrière des Redmen de McGill. Quant à l'entraineur, il avait cette réaction à ce match historique : "On a bien fait en première demie et ça a été un peu plus laborieux par la suite. On n'a pas encore toute la chimie voulue, mais on a appris beaucoup de choses.".
Pour leur deuxième partie, les Carabins affrontent les Gaiters de l'Université Bishop. L'équipe de Dussault ne peuvent suivre le rythme et s'inclinent 46-3 contre l'équipe de l'Estrie. Le 7 septembre a lieu la troisième partie des Carabins. Dussault affronte son ancienne équipe du temps qu'il était joueur et étudiant, les Redmen de l'Université McGill. Les Carabins se font blanchir et perdent la partie 41-0. Le 14 septembre 2002, Dussault affronte son ancienne équipe, les Mounties de Mount Allison en Nouvelle-Écosse. Les Carabins subissent une autre défaite de 4-21. Après 4 rencontres et 4 défaites, un journaliste demande à Jacques Dussault s'il regrette de s'être lancé dans cette galère. Il répond ceci : "Je ne regrette pas pantoute. Je n'ai pas le temps de penser au score. Je dois penser au développement des joueurs. Il faut qu'ils deviennent de plus en plus durs mentalement et qu'ils jouent de manière plus intelligente. Ça avance". Une semaine plus tard a lieu le premier match de l'histoire entre le Rouge et Or de l'Université Laval et les Carabins de l'Université de Montréal. Cet affrontement a lieu dans la métropole québécoise. Dussault fait un changement et décide de faire confiance à son quart recrue, Simon Lemieux, pour commencer la partie. Malgré le changement de quart-arrière, les Carabins perdent le match par la marque de 63-0. Il s'agit du pire résultat contre la meilleure équipe au Canada. Malgré la défaite, il y a quelques lueurs d'espoirs par la faible avance au premier quart du Rouge et Or qui ne marque que huit points. Le quart-arrière Simon Lemieux a offert une prestation admirable mais qui se termina par une blessure à la cheville droite. Par contre, le quart-arrière réserviste, Dave McKinnon a été expulsé, en fin de partie, en plus de recevoir une pénalité de 25 verges pour avoir cherché à commencer une querelle avec le secondeur du Rouge et Or, Pierre-Luc Hébert. L'avant-dernier match est contre les Gaiters de l'Université Bishops. Au CEPSUM, le 12 octobre 2002, les Carabins subissent une autre défaite de 27-20.
Le dernier match de la saison a lieu le 27 octobre 2002, à Québec, contre le Rouge et Or. Il s'agit du premier match à Québec des Carabins. La rivalité entre ces deux équipes débuta à cette partie. Le Rouge et Or l'emporta par la marque de 57 à 18. La partie débuta, par contre, avec un touché et une avance de 7 points des Carabins. Le Rouge et Or produira 18 points au deuxième quart, 22 au troisième et 17 au quatrième. Après que le Rouge et Or mène par 50 à 18 dans la partie, Nicolas Racine du l'équipe de Laval y va d'un botté court, un élément souvent utilisé à la fin de parties serrées pour tenter de reprendre le ballon rapidement pour tenter de faire un autre essai. Face à cette défaite, Dussault avait cette mention à dire sur ces joueurs : «Je n'ai pas à être satisfait mais je suis fier. Les gars sont dans un processus d'apprentissage. Et si j'ai décidé de revenir au coaching à l'âge de 52 ans, ce n'était pas pour enrichir mon c.v. dans le but de me trouver un autre emploi d'entraîneur au niveau professionnel. C'était parce que je croyais que j'avais quelque chose à leur montrer. Nous n'en sommes qu'à notre neuvième semaine d'existence. C'est pour cette raison que l'on n'avait pas d'objectifs de performance cette saison. Mais on sait où on s'en va et ce que l'on veut obtenir des gars. Nous, on regarde les solutions à long terme». Dussault a mentionné plusieurs faits particuliers vécus lors de cette rencontre et à la fin de cet affrontement. Tout d'abord, il mentionne que des haut-parleurs avait été installés près du banc de son équipe et que ça aurait empêchés à ses joueurs de se comprendre durant la partie. Le travail de l'annonceur a aussi été mentionné comme étant un élément de dérangement. De plus, il a mentionné qu'il a été défié et poussé par un partisan du Rouge et Or à la fin de la partie. Les Carabins concluent cette première saison par une fiche de 0 victoire et de 8 défaites.
Le 6 novembre 2002, Les Carabins annoncent le départ, comme coordonnateur offensif, d'André Bolduc pour des raisons familiales.

#### Saison 2003
Le deuxième camp d'entrainement des Carabins débute le 23 août 2003. Du côté des entraineurs, des changements surviennent dans l'équipe de Jacques Dussault. Patrick Gregory est le coordonnateur de l'attaque, Ross Lemke est son adjoint et l'entraineur des quarts-arrière. La saison débute le 6 septembre 2003 avec un affrontement contre la nouvelle équipe de la Conférence québécoise, le Vert et Or de l'Université de Sherbrooke en Estrie. À la première demie, les Carabins prenne les devants 32-0. Durant la partie, le botteur Maxime Gagnier produit 18 points avec trois majeurs transformés et cinq placements. Dussault utilise deux quarts-arrières durant la partie soit Simon Lemieux et Jonathan Jodoin. Le verdict final se termine par une première victoire pour Dussault et les Carabins au compte de 46-0. Comme le veut la tradition au football, l'entraineur reçoit une douche du contenu d'un baril de Gatorade après sa première victoire. Sur cette victoire, Dussault se permet d'exprimer ces mots : "C'est le travail de l'an dernier qui commence à porter fruit. Le recrutement et la maturité ont fait le reste. Les gars ont fait de bonnes choses, mais il reste encore beaucoup à faire pour continuer à s'améliorer", de dire Dussault en affirmant que ce n'est pas vraiment un avantage d'avoir à affronter dès le départ une équipe qui n'existe que depuis deux semaines. "Nous avons vécu le même genre de situation l'an dernier à la même date". La deuxième partie de la saison a lieu à domicile et coïncide avec les festivités du 125e anniversaire de l'Université de Montréal. Les Carabins affrontent les Redmen de l'Université McGill. Grâce à une défensive améliorée par rapport à l'an dernier et un quart-arrière plus vieux mentalement, les Carabins gagnent le match 12-11, une première contre cette équipe. un seul touché a été réussi dans cette partie, l'œuvre de la recrue des Carabins Maxime Gagnier qui a intercepté une passe du quart-arrière de McGill, Dave Campbell. À 33 secondes de la fin de la partie, McGill tente un placement de la ligne de 38 verges mais sans succès. Les Carabins remporte un deuxième match consécutif et Dussault reçoit une autre douche de Gatorade. Après leur troisième victoire en trois parties, le 21 septembre 2003 contre les X-Men de l'Université Saint-Francis-Xavier, Étienne Vanslette est nommé joueur défensif de la semaine au Canada et au Québec en football universitaire avec 11 plaqués en solo. Le 23 septembre, les Carabins se hissent au dixième rang du classement canadien des équipes universitaires. Les équipes du Rouge et Or de l'Université Laval et des Stingers de l'Université Concordia font partie aussi de ce palmarès hebdomadaire. Le 3 octobre 2003 a lieu la quatrième partie de la saison contre les Gaiters de l'Université Bishops. Les Carabins remportent ce match 53-22. Par cette victoire Dussault et son équipe sont assurés d'une place dans les séries éliminatoires pour la première fois de l'histoire de l'équipe. De plus, l'équipe prend la tête du classement de la conférence Québec après une défaite du Rouge et Or de l'Université Laval. Le 18 octobre, les Carabins reçoivent les Mounties de Mount Allison, l'ancienne équipe de Jacques Dussault. L'équipe de Dussault réussit à gagner le match 33-25 en prolongation. Durant cette prolongation, les deux équipes se sont échangé des touchés, des placements et des interceptions. Au même moment, le Rouge et Or de l'Université Laval et les Stingers de l'Université Concordia remportèrent leurs matchs et une triple égalité survient pour le premier rang de la conférence québécoise avec des fiches de 6 victoires et d'une défaite. Les Carabins complètent la saison régulière par une défaite de 5-64 contre le Rouge et Or de l'Université Laval à Québec. Pour cette saison exceptionnelle, les Carabins réussissent l'exploit de mettre quatre joueurs de leur équipe sur l'équipe d'étoiles de l'Association du Québec de football universitaire. Ces quatre porte-couleurs sont le secondeur Étienne Vanslette, le joueur de ligne défensive Guillaume Labonté, le receveur de passes Yves Bériault et le demi défensif Maxime Gagnier.
Terminant la saison au troisième rang du classement québécois, les Carabins doivent affronter les Stingers de l'Université Concordia sur les terrains de cette autre université montréalaise le 1er novembre 2003. Dussault affronte l'entraineur Gerry McGrath qui a été joueur des Alouettes des Concordes en 1983 et 1984. Il s'agit du premier match en séries éliminatoires pour les Carabins. Les Carabins subissent une défaite de 35-8 où le quart-arrière des Stingers, Jon Bond, a obtenu des gains de 382 verges par la voie des airs et complété deux passes de touché. Face au constat de cette fin de saison abrupte, Dussault explique le déroulement de la partie : "En début de rencontre, notre défensive n'a pu stopper la solide offensive des Stingers. Nous avons fait beaucoup mieux en deuxième demie. Nous avons été très compétitifs, nous avons gagné au niveau physique et nous avons joué avec beaucoup d'intensité. Ces enfants ont appris beaucoup de choses aujourd'hui". Pour son travail exceptionnel effectué en l'espace d'un an, Jacques Dussault est en nomination pour le titre d'entraineur-chef de l'année dans la Conférence Québec. Il est en compétition avec Glenn Constantin du Rouge et Or et Gerry McGrath de l'Université Concordia. Malheureusement pour Dussault, c'est McGrath qui reçoit le titre. À la mi-novembre 2003, Dussault apprend que son coordonnateur défensif, Maddy Lacroix, quitte les Carabins pour redevenir l'entraineur-chef des Condors de Saint-Georges en Beauce. Pour pallier la perte de Lacroix, les Carabins nomme, en décembre 2003, Sonny Wolfe comme nouveau coordonnateur défensif. Wolfe a été l'entraineur des Axemen de l'Université Acadia pendant 19 saisons de 1984 à 2002. Dussault a travaillé avec lui durant sa période où il était à Acadia dans les années 1990.

#### Saison 2004
Jacques Dussault débute en 2004 sa troisième saison à la barre de l'équipe de l'Université de Montréal. En regardant les joueurs de son équipe durant le camp d'entrainement, il exprime cette perspective pour la prochaine saison : "Notre équipe sera meilleure que celle de l'an passé. Nos joueurs seront encore une fois très jeunes, mais on pourra compter sur plusieurs recrues de qualité dans nos rangs, notamment chez les receveurs de ballon. Nos gars sont plus gros et plus forts et le camp d'entraînement a été très intense. Nous aurons beaucoup de profondeur". Depuis la précédente saison, les Carabins ont perdu les services d'Étienne Vanslette ainsi que de Jean-Anell Solon. Jonathan Jodoin est le nouveau quart-arrière de l'équipe.
Pour entamer la saison, les Carabins remportent leur premier match 26-0 contre les Redmen de l'Université McGill. Le joueur du match est le porteur de ballon Joseph Mroué avec 25 courses pour 275 verges. Après une victoire sur le dernier jeu du match lors de la deuxième partie contre Concordia, les Carabins affrontent le Rouge et Or de l'Université Laval à Québec. Dussault respecte l'adversaire mais trouve dommage certains gestes ou comportements disgracieux en provenance de la foule dans les gradins du stade de l'Université Laval. Invaincu à domicile depuis août 2003, le Rouge et Or tentent de remporter cette partie pour continuer cette séquence. Les Carabins réussissent l'exploit de gagner un premier match contre l'équipe de Québec, et de surcroit, à leur domicile devant plus de 17 500 spectateurs. Une victoire in extremis de 14-13. Satisfait par le résultat de la partie, Dussault mentionne ceci :  Ç'a été une lutte intense, mais nous savions que c'était possible de gagner. Notre équipe joue avec émotion et énergie et n'a pas été intimidée par la foule. Nous sommes venus ici avec l'idée de rivaliser, de faire de notre mieux. C'est spécial de vaincre les Champions de la Coupe Vanier". Durant la partie, à plusieurs reprises, Dussault s'adresse aux arbitres face aux trop nombreuses pénalités attribué à son équipe. Face à la musique trop forte et à la prestation de l'annonceur-maison, Dussault mentionne que les arbitres n'en font pas assez pour réduire les décibels utilisés. De cette victoire, Marc Trépanier, demi-défensif, a été nommé joueur universitaire de la semaine au Canada. Les Carabins remportent leur quatrième match contre les x-men de l'Université St.Francis Xavier. Ils remportent le match 56-15, un record d'équipe pour le nombre de points marqués. L'équipe de Jacques Dussault est la seule équipe du Québec n'ayant pas encore subi la défaite pour cette saison. Grâce à cette victoire, les Carabins atteignent le deuxième rang canadien au classement hebdomadaire des équipes de football universitaire du SIC. Lors du match suivant contre les Gaiters de l'Université Bishop's, les Carabins continuent sur leur lancée et remporte le match 53-10 au CEPSUM de l'Université de Montréal. Une cinquième victoire consécutive. Cette victoire leur permet d'atteindre le sommet et de devenir la meilleure équipe au Canada au football universitaire pour la première fois de l'histoire de l'équipe. Les Carabins remportent l'avant-dernier match de la saison 2004 contre les Stingers de Concordia par la marque de 31-2. Par cette victoire, les Carabins remportent le premier championnat de la saison régulière de la Ligue de football universitaire du Québec. Au dernier match de la saison, Dussault et les joueurs de son équipe affronte les Redmen de McGill. Dans un match classique de cette saison, les Carabins remportent le match 22-3. Ils deviennent la première équipe depuis le Rouge et Or de l'Université Laval de la saison 2000 a conservé une fiche parfaite en saison régulière.
Récompense pour cette saison, cinq joueurs des Carabins sont nommés sur l'équipe d'étoiles de la Ligue de football universitaire du Québec dont le spécialiste des retours de bottés Yves Bériault ainsi que Joseph Mroué, le garde défensif Woodly Jean, le secondeur Marc Trépanier et le demi de coin Greg Lavaud. Les Carabins jouent leur deuxième match en match éliminatoire en carrière contre les Redmen de l'Université McGill sur les terrains de cette université, le 6 novembre 2004. Avec 13 passes complétées sur 21, donc une passe de touché, par le quart-arrière Jonathan Jodoin ainsi que trois touchés dont deux par Joseph Mroué, l'équipe de Dussault remporte son premier match éliminatoire à vie par le compte de 38-18.
La finale provinciale de la Ligue de football universitaire du Québec (LFUQ) qui a lieu le 13 mars 2004 est une première pour un affrontement entre ces deux équipes dans un match éliminatoire pour l'obtention de la Coupe Dunsmore. Grâce à leur dossier parfait en saison, les Carabins ont l'avantage du terrain et joueront à domicile. Dans la semaine précédant l'affrontement sont nommés les meilleurs éléments de la LFUQ pour cette année. Jacques Dussault est nommé entraineur de l'année de la Ligue de football universitaire du Québec en 2004. Face à l'engouement de cette partie historique, plusieurs personnes se demandent si cette partie pourrait être jouée ailleurs qu'au CEPSUM de l'Université de Montréal comme au Stade olympique de Montréal pour accueillir plus de 5 000 personnes permettant de répondre à la demande de billets. Dussault s'exprime sur cette possibilité : "Nous voulons jouer chez nous tout simplement. Aurait-on demandé aux Nordiques de jouer au Forum de Montréal pour attirer plus de monde? Voyons donc!". Lors du match ultime, le quart-arrière Jonathan Jodoin des Carabins complète seulement 6 des 19 passes envoyées et est victime de quatre interceptions de la part du Rouge et Or. Au deuxième quart le Rouge et Or complète trois touchées pour finalement remporter ce match 30 à 12. Les Carabins ont réussi quatre échappées mais n'ont pas réussi à être opportuniste et à produire plus de points. Dussault est déçu du résultat mais est très fier de ses joueurs : «Notre manque de profondeur a été facteur dans le match. Sans rien enlever à Laval, on ne misait pas sur des joueurs de quatrième et de cinquième année. Cette saison, on a dû jouer avec les mêmes cinq secondeurs et les mêmes sept joueurs de ligne». Ayant remporté le titre de meilleur entraineur de football universitaire au Québec pour l'année 2004, Dussault est un candidat pour le titre de meilleur entraineur de football au Canada et son trophée associé celui de Frank-Tindall. Jerry Friesen entraineur des Golden Bears de l'Université de l'Alberta remporte le prix mais Dussault est dans les 4 candidats finaux pour ce titre.

#### Saison 2005
Grâce à sa dernière saison de qualité, en janvier 2005, Jacques Dussault est nommé sur la liste des 25 québécois les plus influents du monde du sport du journal montréalais La Presse. Il se retrouve en 21e position. Pour commencer les camps d'entrainements en vue de la nouvelle saison, les carabins informent de l'arrivée d'un nouvel entraineur. Eric Viola qui s'occupe de la ligne défensive. Il s'occupait des mêmes fonctions chez les Cheetahs du College Vanier. David Lessard devient le coordonnateur de la ligne offensive et du jeu au sol chez les Carabins de l'Université de Montréal.
Un nouveau joueur de ligne défensive, Martin Gagné, se joint à l'équipe. Il a gagné le Bol d'Or avec les Spartiates du Cégep du Vieux Montréal. La vision de Jacques Dussaut de son équipe pour la saison 2005 durant le camp d'entrainement de l'automne se présente ainsi : "À la fin du camp, on verra des Carabins plus matures. C'est une équipe qui a mûri. Nos gars joueront encore avec beaucoup d'agressivité et beaucoup d'enthousiasme. C'est notre marque de commerce et ça ne changera pas". Environ 95 % des effectifs de la dernière saison sont de retour pour cette nouvelle saison. Le premier match de la saison, le 1er septembre, est un match revenge sur le match de la finale de la Coupe Dunsmore de la saison dernière contre le Rouge et Or de l'Université Laval. La séquence de victoires des Carabins en saison régulière se termine avec la victoire du Rouge et Or 24-12. Au premier jeu, l'équipe de Québec a traversé le terrain pour aller marquer un touché. Par la suite, avec deux touchés de sureté, les Carabins s'inscrivent au pointage pour faire 7-4. Pierre-Luc Yao du Rouge et Or maquera deux autres touchés pour son équipe. Les Carabins ont inscrit leurs derniers points sur un touché de sûreté, puis sur un majeur d'Olivier Pellerin, qui a capté une passe de 17 verges du quart Jonathan Jodoin en toute fin de rencontre. À leur deuxième match, l'équipe de Jacques Dussault remporte la partie 48-6 contre le Vert et Or de l'Université de Sherbrooke. Par cette victoire, Joseph Mroué, le porteur de ballon, est nommé joueur offensif de la semaine de ce match de la Ligue de football universitaire du Québec grâce à des gains de 138 verges et à deux touchés. Après 5 matchs, au 1er octobre 2005, les Carabins ont une fiche de 4 victoires et d'une défaite. Avec la victoire contre les Gaiters de l'Université Bishop's, l'équipe est déjà assurée de faire les séries éliminatoires. Avant le dernier match de la saison régulière, les Carabins ont une fiche de 6 victoires et une défaite. Ce dernier match pour le premier rang de la division Québec a lieu le 29 octobre 2005 contre le Rouge et Or de l'Université Laval. Les Carabins s'inclinent une deuxième fois cette saison contre la même équipe dans un pointage de 54-7 pour Laval. Après la défaite, Dussault fait mettre en valeurs les incidents survenus en dehors du terrain qui avait lieu à Québec. L'entraineur des Carabins indique qu'il a été bousculé à la demie tout autant qu'un joueur de son équipe mais au début de la partie par des partisans du Rouge et Or. Dussault dénonce l'emplacement des vestiaires et la sécurité aux abords du terrain : ""Laisser 45 joueurs passer à travers les gens qui attendent pour aller aux toilettes parce qu'ils ont trop pris de bière, ce n'est pas la meilleure idée. On s'est fait pousser, bousculer. À mon âge, je peux endurer ça, mais je ne peux pas retenir tout le monde. À un moment donné, il va arriver quelque chose de plus grave".
En séries éliminatoires, les Carabins affrontent les Stingers de l'Université Concordia, le 5 novembre 2005, en demi-finale québécoise. Avant la partie, l'Université de Montréal rend hommage aux 30 ans de carrière consacrés au développement du football par une cérémonie en son honneur. Dussault est laconique face à cet événement : « Trente ans de football, qu'est-ce que ça représente ? » As-tu long de bobine ? lance Dussault à la blague. Je n'y ai jamais vraiment pensé, mais c'est assurément beaucoup de travail. Je l'ai toujours fait avec passion et sans me prendre trop au sérieux". Sur le terrain, l'équipe de Jacques Dussault remporte ce match par la marque de 28-17 sur les terrains de Concordia. Les Carabins ont commencé le match en force, prenant l'avance 14-0. Le quart Jonathan Jodoin a lancé une passe de touché de 23 verges à Yves Bériault. Jonathan Lapointe a recouvré un ballon qui a roulé jusque dans la zone des buts à la suite d'une tentative de botté de dégagement bloquée par Karl Farah-Lajoie. Les Carabins ont dominé 104-24 au chapitre des verges franchies au sol. Joseph Mroué a été le meilleur des locaux avec 60 verges de gains. La défensive des Bleus a également eu son mot à dire avec sept sacs du quart, dont deux par Guillaume Labonté.

##### Finale provinciale (Coupe Dunsmore)
La finale provinciale québécoise, de 2005, pour l'obtention de la Coupe Dunsmore en football universitaire a lieu, le 12 novembre, au domicile du Rouge et Or de l'Université Laval. Les Carabins affrontent à nouveau, pour une deuxième consécutive, cette équipe pour tenter d'obtenir le trophée. Le 8 novembre 2008, près de deux semaines après le dernier affrontement contre l'Université Laval, Jacques Dussault émet le commentaire qui met en doute la sécurité qui sera effective lors de cet affrontement : « J'ai la responsabilité de protéger mes joueurs qui sont aussi des étudiants. On ne quittera pas notre vestiaire si la sécurité n'est pas améliorée. J'ai des gars de 20 ans qui sont en forme et pas peureux. Ça pourrait facilement dégénérer ».
Durant ce temps, des rumeurs indiquent que Dussault prendrait sa retraite du métier d'entraineur, après le dernier match des Carabins, pour se diriger vers une carrière de chroniqueur de football et de sports au sein du nouveau réseau XM Radio Satellite en provenance de Montréal.
Le 12 novembre 2005, les deux équipes s'affrontent sur le terrain du PEPS de l'Université Laval. La sécurité et le trajet ayant été modifiés, outre quelques prises de becs, les Carabins ne subissent pas d'événements disgracieux dans leurs déplacements vers le terrain. Un élément inconnu de la préparation des Carabins pour cette partie ayant été modifié, l'équipe de l'Université de Montréal se présente en premier, cinq minutes plus tôt que prévu, sur la surface synthétique de l'Université Laval. Les joueurs de Jacques Dussault en profitent pour se masser sur la ligne du centre et accroche leurs crampons sur le logo du Rouge et Or de l'Université Laval. Pendant ce temps, les « Bleus » empêchent la troupe des Cheerleaders du Rouge et Or de s'installer au centre du terrain pour exécuter sa routine d'avant-match devant près de 13 210 spectateurs présents. La réplique de l'équipe locale s'effectua par le porte-drapeau officiel ainsi que les joueurs de Laval qui foncèrent sur les Carabins pour défendre leur identité territoriale. De cette rencontre entre les deux équipes avant le début du la partie éclata des échauffourées entre les joueurs, entraineurs et officiels. Durant la partie, plusieurs coups donnés le son du sifflet de l'arbitre se sont produits, dont un qui atteint le joueur du Rouge et Or, Miguel Robédé, dans ses organes génitaux. La partie débuta avec une avance des Carabins de 2 à 0. Pierre-Luc Yao de Laval réussit un premier touché pour son équipe après une course de six verges. Après deux autres points sur un touché de sureté, le Rouge et Or inscrit son deuxième touché au début du deuxième quart. Vers la fin de la première demie, les Carabins revient dans la partie avec deux placements coup sur coup. Deux autres pointes sont accumulés par l'équipe de Montréal sur un touché de sûreté au troisième quart. Le Rouge et Or reprend les devant avec une avance de neuf points au début du quatrième quart mais les Carabins reviennent dans le match avec un placement.La partie se termine quand un joueur du Rouge et Or intercepte une passe d'un joueur des Carabins. Victoire du Rouge et Or 19 à 13. Après la partie, plusieurs bousculades et échanges verbaux ont eu lieu entre les deux équipes. Sur le constat sur les événements avant et pendant la partie, l'entraineur du Rouge et Or, Glen Constantin, émet ces commentaires : "Un œil au beurre noir du football universitaire canadien. Ces incidents-là ont été provoqués. Et Dussault savait ce qu'il faisait. Si ce n'était pas lui qui les avait commandés, il se devait de contrôler ses hommes. Il aurait donc dû les rappeler sur le bord du terrain. Mais il ne l'a pas fait. De notre côté, nous n'avons que défendu notre terrain et notre logo. On était chez nous et il n'était pas question que l'on recule". Interrogé à savoir si les gestes étaient prémédités, Dussault répond qu'en rien les agissements avaient été planifiés mais en discutant avec plusieurs joueurs de son équipe, ils répondent que ces événements avaient été planifiés : « Nous avons pris une heure à l'hôtel hier soir (11 novembre 2005) pour nous parler dans le blanc des yeux, a déclaré le quart-arrière Jonathan Jodoin des Carabins. Et un des gars a suggéré qu'on se rende tous au centre du terrain avant le début du match. Pour montrer au Rouge et Or qu'on ne serait pas intimidés. Pour faire comme ils ont fait chez nous l'an passé ». En 2004, selon des joueurs des Carabins, le porte-drapeau officiel du Rouge et Or, Raymond Veillette, avait nargué l'équipe de Montréal, à leur domicile avait planté le drapeau de l'équipe de Québec au centre du terrain du CEPSUM avant la finale québécoise. Les commentaires d'après-match de Dussault reflète la fierté face à son équipe malgré le résultat de défaite : « Plus le match avançait et qu'on parvenait à garder le pointage serré, plus la bonne équipe devenait vulnérable. Dire que le monde entier croyait qu'on allait se faire déclasser. Mais pas nous. Nous nous savions capables de l'emporter et nous sommes passés tellement près. C'est ce qui est le plus décevant. » « Déterminés, courageux, pleins de caractère. Les deux touchés accordés en début de match nous ont fait mal. Par la suite, notre défensive a fermé la porte. Malheureusement, nous n'avons pas été en mesure de capitaliser en attaque. Mais il ne manquait pas grand-chose ».
Face aux incidents reliés à cette partie, le commissaire de la Ligue de football universitaire québécoise, Tom Allen, déclare que des sanctions seront imposées aux deux équipes.

##### Départ des Carabins de l'Université de Montréal
Le vendredi 24 novembre 2005, Jacques Dussault confirme son départ hatif des Carabins de l'Université de Montréal. Son contrat était valide jusqu'en janvier 2007. Il indique qu'il songeait à prendre sa retraite comme entraineur depuis quelque temps. Dussault admet avoir été approché par l'équipe de XM Radio Satellite à se joindre à eux. Avec l'équipe, sa fiche est de 22 victoires et de 15 défaites en quatre saisons. Marc Santerre, son ancien collègue et entraineur des Spartiates du Cégep du Vieux Montréal prend son poste.
En 2010, il a refusé le poste d'entraîneur adjoint et de coordonnateur aux unités spéciales aux côtés de l'entraîneur-chef Danny Maciocia.

### Rumeurs et candidatures non sélectionnées - (2001-2007)
Des rumeurs ont circulé, en avril 2007 sur la possibilité de la venue de Jacques Dussault dans l'équipe d'entraineur du nouvel entraineur des Redmen de l'Université McGill, Sonny Wolfe qui a travaillé avec Dussault à l'Université de Montréal en 2004 et 2005.

#### Ligue Canadienne de football
Des rumeurs ont circulé en 2001 à l'effet que Jacques Dussault était pressenti pour remplacer Charlie Taafte comme entraineur-chef des Alouettes de Montréal. Rod Rust a eu le poste.
Michael Clemons (en), entraîneur-chef des Argonauts de Toronto a discuté avec Dussault en 2001 pour le nommer coordonnateur à la défense de son équipe. Dussault n'a pas accepté cette offre,.
Dussault aurait pu avoir un poste avec l'équipe des Renegades d'Ottawa pour la première saison de 2002 mais il a refusé pour se joindre au programme de football de l'Université de Montréal et l'équipe des Carabins.
Jacques Dussault a été rencontré par Larry Smith pour le remplaçant à Jim Popp comme entraineur-chef des Alouettes de Montréal en décembre 2007. Dussault n'a pas été retenu et Marc Trestman a eu le poste.

### Retour au football collégial - Vieux Montréal - (2007-2009)

#### Maraudeurs de Shawinigan - (2007) et Jaguars de l'École secondaire Jean-Grou - (2008)
Pour venir en aide à un ami qui a reçu deux parties de suspension à la fin du dernier match en séries éliminatoires en 2006. Guy Bergeron a écopé de deux matchs de suspension débutant par les deux premières parties de l'édition 2007 de l'équipe des Maraudeurs de Shawinigan évoluant dans la Ligue métropolitaine de football sénior. Dussault a accepté de remplacer son ami à la barre de cette équipe.
En 2008, Jacques Dussault a décidé d'épaulé son ancien joueur chez les Carabins, ancien joueur professionnel à Edmonton et à Montréal et maintenant entraineur, Emmanuel Casseus en devenant coordonnateur offensif des Jaguars de l'École secondaire Jean-Grou dans le secteur Rivière-des-Prairies à Montréal. Hency Charles, ancien joueur des Alouettes se joint aussi à la formation en donnant un coup de main lors des entrainements de l'équipe. Cette équipe évolue dans la Ligue scolaire du Lac-Saint-Louis. Les Jaguars se sont rendus en demi-finale de leur ligue et ont perdu 48-27 contre les Lions de Lower Canada College.

#### Spartiates du Cégep du Vieux Montréal - (2009)
Le 2 février 2009, Dussault devient l'entraîneur-chef des Spartiates du Cégep du Vieux Montréal. Il est devenu le quatrième entraîneur de cette équipe après avoir remplacé Claude Juneau qui était à la barre de cette équipe depuis 3 ans. Il a signé une entente de trois ans mais sera finalement à la barre de cette équipe que pour une année. Dans son équipe d'entraîneurs, il est entouré de Yannick Brissette comme coordonnateur offensif, Cheriff Nicolas comme Coordonnateur défensif, François Dussault, Coordonnateur unités spéciales, Gilles Lézi, entraineur des porteurs, Niki Demers, entraineur des receveurs, Alexandre Zara, entraineur ligne offensive, Félix Marois-Blanchette, entraineur ligne défensive intérieure, Jean-Nicolas Gervais, entraineur entraineur ligne défensive extérieur, Nathan Agadzi, entraineur secondeur de ligne, Fabryce Raymond, entraineur demi-défensif, Jean-Michel Dussault, assistant aux coordonnateurs. Il termine la saison avec une fiche de 6 victoires et 4 défaites et une quatrième place au classement final. En demi-finale, ils affrontent les Cheetahs de Vanier. Dans une partie serrée, ils remportent le match 26-24. En finale, les Spartiates rencontrent les Cougars de Champlain-Lennoxville à Sherbrooke et remportent le match et le Bol d'Or 14-9. Il s'agit du dixième Bol d'or remporté par l'équipe collégiale. Pour ce match, le receveur Alexandre Lortie des Spartiates a remporté le titre de joueur par excellence du match avec 128 verges de gains par la passe ainsi que 45 verges au sol et un touché.

### Retour à Trois-Rivières - Académie Les Estacades (2011-2013)
Le 9 décembre 2010. Dussault relève un nouveau défi en devenant coordonnateur des programmes de football et entraîneur de la formation juvénile AAA de l'Académie Les Estacades de Trois-Rivières. Après un an de négociation, il signe un contrat de 3 ans. En plus de son mandat avec l'Académie, il encadre et donne des formations aux entraîneurs de football scolaire des commissions scolaires de la Riveraine, de l'Énergie ainsi que celle du Chemin-du-Roy de la région de la Mauricie. Son équipe d'entraîneurs se composent de son fils François Dussault comme coordonnateur offensif, Samuel Provencher responsable des unités spéciales. Le précédent entraîneur-chef, Mathieu Lapierre, occupe le poste de coordonnateur défensif. Jean-Alexandre Boucher, coordonnateur à la défensive des Diablos de Trois-Rivières donne un coup de main à l'équipe. Wayne Lahaie, Vincent Bouchard est de retour avec l'équipe, Éric Beauchemin et Pierre-Luc Yao, ancien joueur du Rouge et Or de l'Université Laval. Dussault remporte son premier match, le 26 août 2011, 40-7 face aux Alérions du Petit-Séminaire à Québec. Manu Dufour fait deux touchés dont un sur une course de 95 verges. Plusieurs punitions sont attribuées aux Estacades. Malheureusement, cette victoire se transforme en défaite par forfait la semaine suivante. L'équipe aligna un joueur non éligible en raison d'un bulletin scolaire non conforme au Réseau du Sport-Étudiant du Québec. Il remporte sa véritable première victoire la semaine suivante à Trois-Rivières contre l'Embâcle de la Polyvalente Benoit-Vachon de Sainte-Marie au compte de 38-7. La partie du 7 octobre 2011 a été efficace pour l'entraineur Dussault. Son groupe a remporté le match 47-0 contre l'équipe du Collègue Charles-Lemoyne. L'équipe termine sa première saison au quatrième rang du classement. Il termine sa première saison en Division 1-b de la Ligue de Football juvénile du RSEQ en 5e position du classement comprenant 10 équipes. En perdant son dernier match de la saison, Dussault mène son équipe à une fiche de 5 victoires et de 4 défaites pour 10 points. En séries éliminatoires, Les Estacades ont remporté le premier match contre l'Embâcle de la Polyvalente Benoit-Vachon à Sainte-Marie par le compte de 34-13. En demi-finale, les Estacades ne font pas le poids contre les Patriotes de l'École secondaire Roger-Comtois et perdent le match 52-10.
Pour sa deuxième saison, Dussault commence la saison 2012 avec une victoire de 49-6 contre le Séminaire de Sherbrooke. Après les trois premiers matchs de la saison, les Estacades sont toujours invaincus contre leurs adversaires. Le quatrième match est contre l'autre équipe de la ville de Trois-Rivières, le Séminaire Saint-Joseph. Face à ces affrontements, le journal Le Nouvelliste remet pour une troisième année consécutive un trophée; la Coupe Le Nouvelliste. Pour les deux premières éditions, l'équipe perd ces matchs et perdent la troisième édition 29-26 en prolongation. Avec une équipe bien balancée et rendue à maturité, les Estacades s'offrent une fiche de 8 victoires et une défaite. Son équipe termine au deuxième rang de la ligue derrière le Séminaire Saint-Joseph. Le premier match en séries éliminatoires a lieu contre le Séminaire Saint-Joseph. L'équipe de Dussault remporte la victoire 52-6. Au second match en séries, les Estacades défont les Centurions de la Polyvalente de Deux-Montagnes 35-4. Avec cette victoire, Dussault amène son équipe à la finale québécoise, le Bol d'Or, contre les Condors de l'Externat Saint-Jean-Eudes. Ayant dominés leurs adversaires par la course, les étoiles de son équipe sont William Plante, Félix Léger, Félix-Antoine Landry et le quart-arrière Alexandre Fortin. Ces joueurs ont amassé plus de 2500 verges de gains durant la saison. Le 18 novembre 2012, les Estacades commencent le match du Bol d'Or avec un retard de 6 points à 0 contre les Condors. Après une interception de Félix Beaulieu-Richard et un touché bon pour 7 points, l'équipe ne sera jamais en retard pour le reste de la partie. Les Estacades remportent le Bol d'Or 36-12 à Québec sur les terrains de l'Externat Saint-Jean-Eudes. Durant la partie, l'équipe de Dussault réalise plus de 472 verges de gains contre moins de 300 verges pour les Condors. Fait surprenant durant le deuxième quart, le quart partant des Estacades, Alexandre Fortin, se blesse à la jambe droite mais refuse de quitter la partie malgré les recommandations du physiothérapeute de l'équipe. Marque de reconnaissance, il mérite le titre de joueur du match du côté des Estacades.
Il s'agit du deuxième Bol d'Or remporté par Dussault dans sa carrière d'entraineur au niveau scolaire. Après le gain du Bol d'Or de l'automne 2012, des discussions et une période de réflexion survient parmi les membres de l'équipe et les membres de la Direction des Estacades sur la possibilité de faire le saut de l'équipe de la division 1-b à la division 1. En janvier 2013, Dussault prolonge de deux ans son association avec l'Académie Les Estacades. Le 18 janvier 2013, Jacques Dussault annonce que les Estacades font le saut en première division pour évoluer contre les meilleures équipes de son calibre. Durant cette même conférence de presse, il annonce l'ajout de l'ancien joueur des Alouettes de Montréal et des Carabins de l'Université de Montréal, Nickolas Morin-Soucy. Le 30 août 2013, les Estacades disputent leur premier match en division 1 à Québec contre l'équipe de l'École secondaire Roger-Comtois. Ils remportent ce match par la marque de 51-35. Pour cette première saison en Division 1, les Estacades remportent 4 victoires en 9 parties pour s'emparer du septième rang au total de 10. Leur premier match en séries éliminatoires est contre les Cactus du Collègue Notre-Dame. Pour ce match, l'équipe de Dussault débute en force en marquant le premier touché de la partie. Après un premier quart, son équipe mène 13-7. Les Cactus n'ont pas dit leur dernier mot et ils retournent en force au troisième quart en marquant 15 points. Ce retour sonnent le glas des Estacades qui perdent la partie 29-13. Pour cette saison, le receveur de passe Alexandre Gailloux et le secondeur Tchad Ayotte ont été nommés sur l'équipe d'étoiles du circuit.
Après la saison 2013, Jacques Dussault laisse son poste d'entraineur-chef de l'équipe pour se concentrer sur ses tâches de superviseur du programme de football de l'Académie Les Estacades. Il veut aussi continuer ses fonctions d'analyste des matchs des Alouettes de Montréal à la radio de la région montréalaise. Son fils, François, prend la relève comme entraineur-chef de l'équipe. Pierre-Luc Yao devient le coordonnateur offensif. Jacques Dussault a été l'entraineur de 2011 à 2013. Ses fils ont pris la relève. François a été l'entraineur-chef de 2014 et 2015 et Jean-Michel est aussi entraineur.

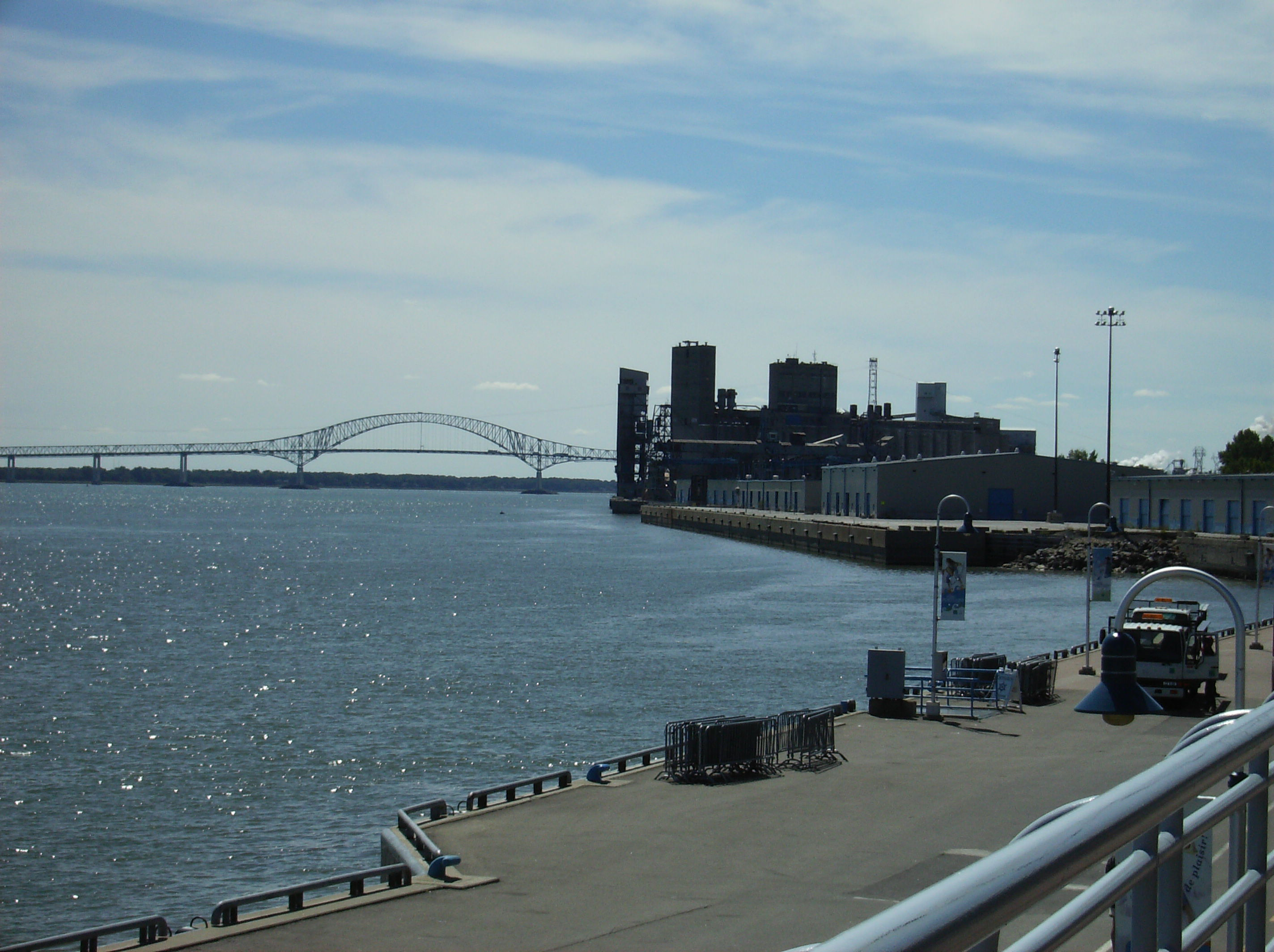
Dussault a fait ses études collégiales et a été entraineur à deux reprises à Trois-Rivières

## Entraineur invité et cliniques de football

### Ligue nationale de football
Dussault a été invité à de nombreux camps d'entraînement d'équipes de la Ligue nationale de Football. Il a été invité aux camp des Browns de Cleveland. À l'été de 1991, il a été invité à six camps d'entraînement d'équipes de la LNF. Il a visité les camps des Patriots de la Nouvelle-Angleterre, Jets de New York, Giants de New York, Eagles de Philadelphie, Steelers de Pittsburgh et des Bills de Buffalo et il devait être invité comme entraineur invité au camp des Oilers de Houston. Il a visité le camp des Saints de la Nouvelle-Orléans en 2011.

### NCAA
Il a été invité au camp d'entraînement des Wolverines du Michigan et des Terriers de Boston. Il est allé à plusieurs reprises sur le campus de l'Université de Boston où il a côtoyé Tony Sparano. Il a visité le camp des Tigers de Lousiana State en 2011 ainsi que celui des Cowboys de l'Université d'État McNeese à Lake Charles en Louisiane.

### Cliniques de football pour les joueurs, entraîneurs et les amateurs
Jacques Dussault a offert de nombreuses cliniques de perfectionnement pour les joueurs, entraîneurs de football amateur, amateurs de football au Québec et ailleurs au Canada.
Il est retourné en France durant l'été de 1991 à l'invitation de Sylvain Leblanc de la Fédération française de football pour faire de l'évaluation et de la formation à une soixantaine de joueurs français et en septembre de la même année comme Ambassadeur de la WLAF.

## Carrière dans les médias
En 1976, est publié un livre bilingue, français-anglais, sur la terminologique du football sous le titre Le français au football. Il a été publié par un groupe de linguistes et de spécialistes sous les auspices de la Ligue canadienne de football. En 1983, les Concordes de Montréal collaborent à une édition révisée de ce livre. Jacques Dussault est le collaborateur représentant l'équipe.

### Chroniques dans les médias écrits et électroniques

#### Journal La Presse - (1982-2001)
Jacques Dussault débute le 23 juillet 1982 une collaboration avec le journal La Presse dans le cadre de chroniques d'information hebdomadaire sur les jeux au football canadien ainsi que sur différents sujets concernant l'actualité du football nord-américain ou scolaire. Sa première chronique répondait à la question d'un amateur et expliquait la différence entre la défensive de zone et la défensive homme à homme. Les autres chroniques publiées en 1982 concernent le blitz, le choix de défensives 4-3 ou 3-4, les qualités d'instructeur, les secrets du jeu renversé, la formation shot gun, les unités spéciales, le demi défensif, les exercices de musculation. Le 2 juillet 1984, Dussault reprend à nouveau une chronique informant sur différents aspects relié au football. Sa chronique s'intitule : En Caucus avec Jacques Dussault. Dans sa première chronique, il parle des bottés de dégagement ainsi que des listes de négociations.Les autres chroniques publiées en 1984 concernent le dépistage des joueurs, le retour de botté, la recherche de la victoire, les positions des joueurs, les pénalités, le jeu d'attiré ainsi que sur la passe. En 1991, lors de sa nomination comme le premier entraineur de la Machine de Montréal, Dussault écrit des articles dans le journal La Presse présentant le camp d'entrainement et la saison à la barre de son équipe. À la fin de la saison de la Machine, il continue de rédiger des textes analysant les matchs de la LNF. Il utilise la même formule en 1992. Il eut aussi quelques chroniques en 1995 concernant le football de la LNF. À la fin de l'année 2000 et au mois de janvier 2001, Jacques Dussault a eu une chronique analysant les matchs de la LNF.

#### Blogue Radio-Canada Sports - (2012)
En 2011 et 2012, Jacques Dussault a tenu une chronique concernant le football universitaire québécois sur le blogue Football universitaire sur le site de Radio-Canada. Ces billets ont été publiés en collaboration avec Jean St-Onge.

### Télévision

#### Société Radio-Canada - (1985-)
À l'automne 1985, Jacques Dussault entame sa collaboration avec les stations de télévision. À la Société Radio-Canada, il est l'analyste à la mi-temps du match de la Ligue nationale de football présenté à la télévision d'état. À l'été 1987, Dussault aurait été analyste aux parties des Alouettes à Radio-Canada. Dussault a analysé les matchs de football de la LNF le vendredi à Radio-Canada pendant qu'il était à la barre des Carabins. Jacques Dussault a analysé les matchs du football universitaire québécois en 2000 et 2001. Il reprit du flambeau en 2009 jusqu'en 2012 comme analyste avec Jean-St-Onge comme descripteur.
Depuis 2009, Dussault collabore hebdomadairement avec la station locale de télévision et de radio de Radio-Canada à Edmonton où il analyse le football professionnel canadien.

#### RéseauTVA- (1986) et Télévision Quatre-Saisons - (1987-1991)
Après son congédiement en mars 1986 des Alouettes, il analyse les jeux de la semaine à l'émission Sports Mag animée par Pierre Trudel.
Dussault a été l'analyste de plusieurs parties du Super Bowl présenté à TQS à la fin des années 1980 et au début des années 1990. La première diffusion à cette station a eu lieu le 25 janvier 1987 lors du Super Bowl XXI en compagnie de Paul Houde à la description et de François Faucher à l'animation. Il répètera l'expérience en 1988 et en 1991.

#### Réseau des sports - (1991-2007)
Le 31 mai 1991, RDS annonce la venue de Jacques Dussault comme expert-football et commentateur des matchs de la Ligue canadienne de football à leur antenne. En 1992, Dussault fait l'analyse des matchs de la LNF avec Pierre Durivage à la description. Il a analysé le match du Bol d'Or de 1992 entre les Cougars du Collège Champlain et les Spartiates du Cégep du Vieux Montréal et en 1993 entre les Cheetahs de Vanier et les Cougars de Lennoxville ainsi que celui de 1997. Il a analysé les matchs du Super Bowl présenté sur les ondes de RDS entre 1993 et 2002.
Le 20 novembre 1994, Dussault et Pierre Durivage ont analysé et décrit trois parties de football consécutives. Ils ont décrit les deux demi-finales canadiennes de la LCF et une partie de la LNF, le tout en direct. En revenant avec les Alouettes en 1997, il doit quitter RDS pour ses fonctions d'entraîneur avec les Alouettes. Il a analysé le match de la Coupe Vanier de 1999 où le Rouge et Or de l'Université Laval est devenu la première université francophone canadienne à remporter ce trophée.
Dussault signe un contrat de deux ans en 2000 avec RDS après sa démission des Alouettes de Montréal comme entraîneur adjoint. En 2001, il analysé les matchs de football universitaire québécois jusqu'à son embauche chez les Carabins de l'Université de Montréal. Il est remplacé par Pierre Vercheval pour l'analyse des matchs des Alouettes, du Rouge et Or et de la LNF. Le 16 et le 17 novembre 2002, Dussault devait analyser les demi-finales universitaires canadienne. Étant entraineur-chef des Carabins de l'Université de Montréal, il n'a pu analyser ces parties. Des pressions de la haute-direction de l'Université Laval auraient été faites aux dirigeants du réseau de télévision qui y voyaient un conflit d’intérêt. Le 23 novembre 2002, Dussault analyse la finale de la Coupe Vanier entre les Huskies de Saint-Mary's et les Huskies de la Saskatchewan. la direction de RDS auraient reçus d'autres pressions de la haute-direction de l'Université Laval pour imposer certaines restrictions dans ces propos pour éviter un possible conflit entre son travail d'entraineur et de celle d'analyste. Il a analysé des matchs en compagnie de Jean St-Onge à la description. En 2007, Dussault quitte RDS. Il analysait les matchs de la NFL. Il est remplacé par Mike Sutherland.

### Radio terrestre et radio satellite
Radio terrestre - (2005-)
Il a déjà fait de la radio à l'antenne de CKAC entre 2005 et 2010,.
Depuis 2013, Jacques Dussault est analyste à la radiodiffusion des parties des Alouettes. Charles-André Marchand a décrit les parties en 2013 et en 2014 (Pierre Vézina pour les sept derniers matchs de la saison 2014). Depuis 2015, il est en compagnie de Jean St-Onge à la description au 98,5 FM.
Radio satellite
Jacques Dussault s'est joint à l'équipe de la chaîne Franc Parler sur XM le 25 novembre 2005, la première chaîne de radio francophone consacrée aux sports en Amérique du Nord. Il a co-animé l'émission XM Sports. À l'automne 2006, Dussault se retrouve sur la nouvelle chaine SportsPlus XM 172 où il anime l'émission Gérants d'estrades en compagnie de Jean-François Baril. En avril 2007, XM ferme son service de sports en français.
En septembre 2007 est lancée par Radio-Canada une station de radio spécialisée en sports sur Sirius. Cette station s'appelle Sports Extra. Jacques Dussault se joint à l'équipe en animant l'émission du matin : L'équipe du Matin avec son ami Jean St-Onge.

## Vie privée
Jacques Dussault a un frère ainé, Pierre. Il jouait au football à l'Externat classique Saint-Jean-Eudes dans le quartier Limoilou à Québec. Parfois Jacques quittait l'école pour aller voir jouer son frère.
Dussault est père de deux garçons, François et Jean-Michel. François a joué au football avec les Diablos du Cégep de Trois-Rivières. Il a remporté le Bol d'or en novembre 2003 avec cette équipe. Il a été nommé joueur défensif de cette partie et a reçu une plaque honorant cet exploit de la part de son père.Il a été entraîneur de football à l'Académie Les Estacades en compagnie de son père et de son frère. Depuis 2016, il est maintenant entraineur-chef des Diablos de Trois-Rivières.
Dussault a mentionné avoir été marqué par les entraîneurs Rod Rust (Alouettes de Montréal, Frank Gauthier (Diablos de Trois-Rivières), Bob Ford (Albany State), Wally Buono, Chris Palmer (LNF) et influencé de façon particulière par les articles de l'ancien journaliste Robert Duguay du journal La Presse. Des anciens joueurs professionnels qu'il a dirigé, il affectionne Brodrick Sargeant, Doug Peterson, Elfrid Payton, Bryan Chiu, Sylvain Girard, Bruno Heppell, Steve Charbonneau. En ce qui concerne son ancien collègue Rod Rust chez les Alouettes de Montréal, Dussault a mentionné que c'était le meilleur éducateur qu'il ait vu. C'est l'entraineur Frank Gauthier des Diablos de Trois-Rivières qui a influencé Dussault à vouloir devenir entraineur. Jacques Dussault est un amateur de musique rock et country ainsi que de hockey.
Le 11 mai 2017, durant l'émission animée par Mario Langlois, Les Amateurs de sports, et diffusée sur les ondes du 98,5 FM, Jacques Dussault annonce qui prend sa retraite du football et des médias. Il a été présent pendant plus de 55 ans dans le monde du football.

## Palmarès
Niveau secondaire
- Champion du Bol d'Or comme entraineur-chef avec son équipe, les Estacades de l'Académie Les Estacades en 2012

Niveau collégial
- Champion du Bol d'Or comme joueur avec les Diablos du Cégep de Trois-Rivières en 1970;
- Nommé sur l'équipe d'étoiles au niveau collégial québécois comme joueur pour la saison 1970;
- Champion du Bol d'Or comme joueur avec les Diablos du Cégep de Trois-Rivières en 1971;
- Champion du Bol d'or comme entraineur-chef avec son équipe, les Spartiates du Cégep du Vieux Montréal en 2009

Niveau universitaire
- candidat pour le titre d'entraineur de l'année au Canada en 1990[309].
- comme entraineur-chef avec les Carabins de l'Université de Montréal, remporte le championnat de la saison régulière de la Ligue de football universitaire du Québec en 2004 avec une fiche de 8 victoire et aucune défaite;
- nommé entraineur de l'année de la Ligue de football universitaire du Québec en 2004[204];
- candidat pour le titre d'entraineur de football universitaire de l'année au Canada, trophée Frank-Tindall en 2004.

Niveau professionnel
- Premier entraineur professionnel francophone dans la Ligue Canadienne de football avec les Concordes de Montréal en 1982;
- Premier entraineur-chef professionnel francophone avec la Machine de Montréal dans la World Football League of America en 1991

Niveau national canadien
- Champion du Canada comme entraineur-chef avec l'Équipe du Québec des moins de 19 ans en 1993.

Niveau national français
- finaliste défait à la finale du Championnat de France de football américain en 1988

## Hommages
En 2019 est sorti un livre  racontant la carrière de Jacques Dussault. Le livre est écrit par Steve Vallières et porte le titre : Le coach : l'histoire de Jacques Dussault.

### Panthéons et Temples

#### Temple de la renommée du football canadien
Jacques Dussault a été intronisé le 15 septembre 2023 en tant que Bâtisseur franco-canadien du football. Il est le premier franco-canadien à être intronisé au Temple.

#### Panthéon des sports du Québec
Le 5 juin 2024, a été annoncé que Jacques Dussault serait intronisé au Panthéon des sports du Québec en novembre 2024 comme bâtisseur.

### Football collégial
En 1987, la Ligue collégiale AAA du Québec rend hommage à deux personnes populaires du football québécois. Les deux divisions sont nommées en l'honneur de Jacques Dussault et de l'ancien joueur des Alouettes, Nick Arakgi.
Le 16 février 2019, Jacques Dussault fait son entrée au Temple de la renommée des Diablos de Trois-Rivières en tant qu'athlète et entraîneur.

### Football universitaire
En 1982, les anciens portes couleurs des Patriotes de l'Université du Québec à Trois-Rivières rendent hommage à leur ancien entraîneur en lui remettant une plaque souvenir.
Le 5 novembre 2005, les Carabins de l'Université de Montréal rendent un hommage à Jacques Dussault pour ses 30 ans de carrière comme entraîneur. Cet hommage lui a été rendu avant le début de la partie de demi-finale provinciale entre les Carabins et les Stingers de Concordia

### Football professionnel

#### Alouettes de Montréal
Le 31 août 2017, lors de la mi-temps de la partie entre les Rouge et Noir d'Ottawa et les Alouettes de Montréal au Stade Percival-Molson, Jacques Dussault est honoré par les Alouettes pour l'ensemble de son implication dans le football québécois.

#### World League of American Football
En 1991, Jacques Dussault est immortalisé sur deux cartes (#15 et #95) de la compagnie Pro Set concernant une série sur la World Football League.

### Football en France
En 2019, Jacques Dussault est intronisé au Temple de la renommée de la Fédération française de football américain.

### Médias
Le journaliste sportif Réjean Tremblay a souligné le brio du travail de Dussault comme analyste à l'antenne de RDS. En 1994, il l'a nommé un des deux meilleurs analystes sportifs au Québec. Le journaliste Réal Labbé a dit que des bons mots sur la qualité du travail offerte comme analyste par Jacques Dussault.
En janvier 2005, le journal La Presse publie la liste des 25 québécois les plus influents dans les sports. Jacques Dussault arrive en 21e position.

## Citations
En 1991, à sa nomination comme entraineur de la Machine de Montréal, Dussault parle de sa période où il était aux États-Unis. «Pour arriver, je lavais les toilettes de l'aréna le soir. Mais j'avais le droit d'assister aux pratiques et je pouvais poursuivre mes études en maîtrise». Il a aussi exprimé son amour du football : "«Le football, c'est le plus beau sport au monde. Il a juste besoin d'être un peu démythifié...».
Durant sa période aux États-Unis, Dussault se faisait taquiner souvent sur son accent francophone québécois. Face à cette période, il mentionne cet élément : "Quand je travaillais aux États-Unis, on me taquinait souvent au sujet de mon accent, mais personne ne se préoccupait d'où j'étais. Je dois composer avec la situation. J'ai deux options: abandonner ou être moi-même et continuer de redoubler d'ardeur. J'ai choisi la seconde.".
Face aux nombreux commentaires positifs face à son analyse efficace des parties de football, Dussault a déjà mentionné, en 1994, qui met la faute sur sa passion du football : «Je peux passer des heures à préparer un segment d'une minute et demie pour le bulletin de nouvelles. Ça fait 35 ans que le football fait partie de ma vie et il me passionne toujours autant. Aujourd'hui, mon travail consiste à faire partager cette passion à un auditoire et j'y consacre toute mon énergie. Il n'y a pas de secret là-dedans».